# Wieliczka
Wieliczka – miasto powiatowe w województwie małopolskim, siedziba władz powiatu wielickiego i gminy miejsko-wiejskiej Wieliczka. Cała gmina liczy 69 791 mieszkańców,  a samo miasto 28 173 mieszkańców (stan 31 grudnia 2024). Jego powierzchnia wynosi 13,41 km². Miasto rozwijało się od XIII w. jako ośrodek wydobywczy, obecnie pełni głównie funkcje turystyczną oraz sypialnianą w aglomeracji krakowskiej. Znane jest z unikatowej w skali świata kopalni soli, którą odwiedza ponad 1 mln turystów rocznie (dane od stycznia do grudnia 2017 mówią o 1,7 mln osób, rok wcześniej 1,5 mln).

## Położenie

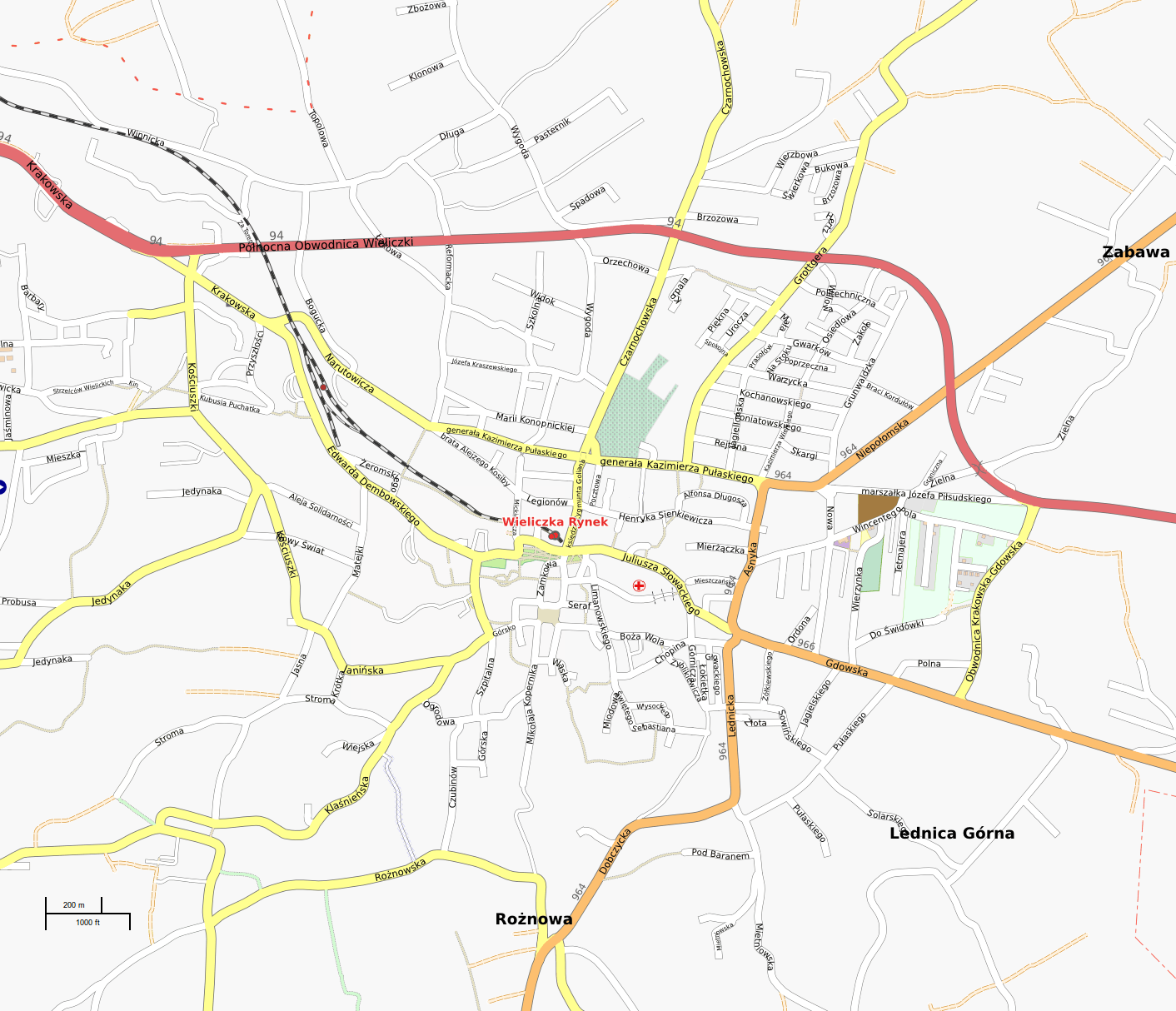
Mapa miasta

Miasto leży w środkowej części województwa małopolskiego, w zachodniej części powiatu wielickiego, w północno-zachodniej części gminy Wieliczka, w obrębie ziemi krakowskiej w historycznej Małopolsce.
Wieliczka leży na południowy wschód od Krakowa. Rynek Górny w Wieliczce oddalony jest od Rynku Głównego w Krakowie o 13 km (w linii prostej). Miasto leży w kotlinie między dwoma grzbietami wzgórz ciągnącymi się z zachodu na wschód: od południa Pogórza Wielickiego, od północy Piasków Bogucickich wchodzących w skład Wysoczyzny Wielicko-Gdowskiej. Południowy grzbiet jest wyższy, a grzbietem północnego wzgórza prowadzi droga krajowa nr 94. W pobliżu przebiega również autostrada A4 (europejska trasa E40). Pomimo małej powierzchni różnice względne wynoszą ponad 137 m: najwyższe wzniesienie ma 361,8 m n.p.m., a najniższy punkt leży na wysokości 224 m. Rozciągłość zabudowań miejskich w kierunku południkowym wynosi ok. 6,2 km; a w kierunku równoleżnikowym ok. 3,7 km.
Wieliczka leży w obrębie aglomeracji krakowskiej. Graniczy z miastem Kraków oraz wsiami na terenie gminy Wieliczka: Lednica Górna, Grabówki, Zabawa, Siercza, Rożnowa.
W latach 1975–1998 miasto leżało w województwie krakowskim.
Miejscowość stanowi ok.13% powierzchni gminy oraz około 3% powierzchni powiatu wielickiego. 
W województwie małopolskim miasto plasowało się na 39. miejscu pod względem powierzchni ze swoimi 13,41 km².
Części miasta Wieliczki: Bogucice, Centrala, Glinki, Gościniec, Grabówki, Klasno, Kłosów, Kolonia, Kopalina, Koszutka, Krzyszkowice, Krzyżowa, Lednica Dolna, Lekarka, Podlesie, Turówka, Zadory.

## Demografia
Powierzchnia miasta wynosi 13,41 km², co daje gęstość zaludnienia równą 1714 osób na 1 km². Pod względem liczby mieszkańców miasto plasuje się na 12. miejscu w województwie małopolskim (stan na 31 grudnia 2020 r.)
W Wieliczce na 100 mężczyzn przypada 106 kobiet.
| Opis                              | Ogółem | Ogółem | Kobiety | Kobiety | Mężczyźni | Mężczyźni |
| --------------------------------- | ------ | ------ | ------- | ------- | --------- | --------- |
| Jednostka                         | osób   | %      | osób    | %       | osób      | %         |
| Populacja                         | 21 676 | 100    | 11 319  | 52,2    | 10 375    | 47,8      |
| Gęstość zaludnienia [mieszk./km²] | 1616   | 1616   | 844     | 844     | 774       | 774       |

W ostatnich latach ludności przybywa szybciej. Tendencję wzrostową charakteryzują dodatnie saldo migracji, głównie z Krakowa, oraz przyrost naturalny (0,9‰ – dane z 2020 r.).
Podczas ostatniej dekady obserwowany był stały wzrost udziału liczby ludności w wieku produkcyjnym (61,1% w 1996 r.→ 64,3% w 2006) oraz liczby ludności wieku poprodukcyjnym (15% w 1996 → 17% w 2006). Udział w społeczności miasta dzieci i młodzieży w wieku przed 17 rokiem życia od 1996 zmalał do 2006 o 5,2%.
Piramida wieku mieszkańców Wieliczki w 2014 roku.

## Symbole miasta
Herb Wieliczki nawiązuje do tradycji górniczej. Na niebieskiej tarczy umieszczono narzędzia używane podczas wydobywania soli: drewniany młot i dwa kilofki po bokach (w kolorze żółtym). Najstarszy zachowany obraz herbu Wieliczki naniósł na mapę miasta Wilhelm Hondius w 1645.

## Nazwa
Pochodzący z lat 1123–1125 dokument legata papieskiego Idziego, po raz pierwszy wymieniał łacińską nazwę Magnum Sal (Wielka Sól), z którego wywodzi się obecna nazwa miasta. Z czasem wczesnośredniowieczna nazwa topograficzna wymawiana Wielka Sól uległa znacznemu przekształceniu. Jak wynika z XIV-wiecznych dokumentów pisanych po łacinie, do użytku wprowadzono nazwę skróconą, ograniczoną do samego przymiotnika, która w ostatecznym kształcie przemian słowotwórczych stała się rzeczownikiem. Powstała wtedy nazwa Wieliczka lub Weliczka utrzymała się do czasów współczesnych. Przez 20–30 lat była w obiegu nazwa Grosssalce stanowiąca dosłowne tłumaczenie najstarszej nazwy polskiej, a używana przez niemieckojęzyczne górne warstwy mieszczan przybyłych do Wielkiej Soli na przełomie XII i XIII w. Późniejsze akty, dokumenty i opisy wzmiankujące tę miejscowość nazywały ją Wieliczką, z wyjątkiem dokumentów królewskich zawierających przywileje dla miasta, w którym pisano „miasto Wieliczka zwane Wielka Sól” lub „królewskie miasto wielickie Wielka Sól”.

## Historia

Plan Wieliczki z około 1768

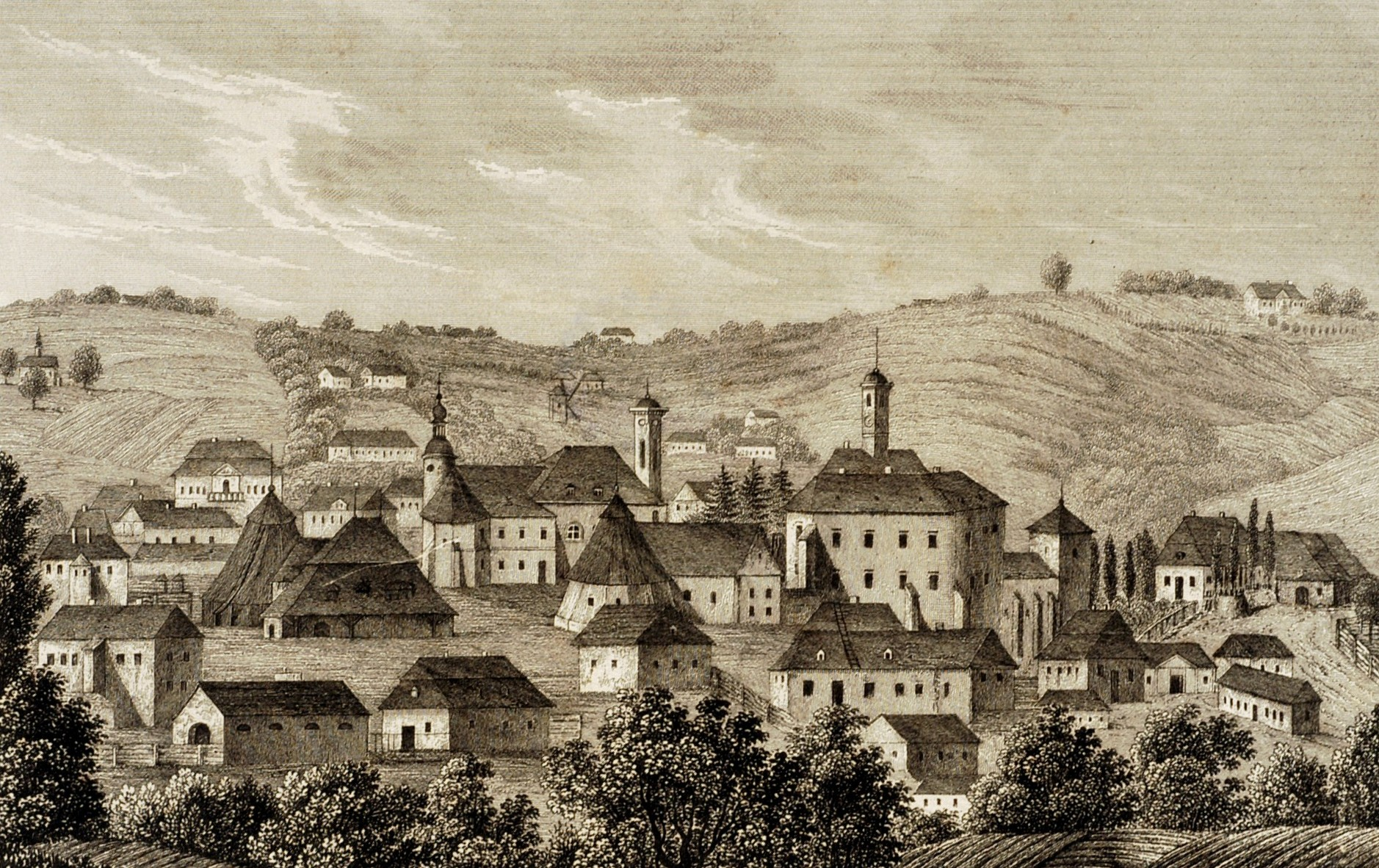
Panorama Wieliczki w 1843

Pierwsze odkryte ślady warzelnictwa pochodzą z IX w. Powstawały wtedy pierwsze warzelnie soli, czerpiące solankę ze źródeł. Prawdopodobnie pierwszymi osadnikami była ludność z plemion celtyckich. W późniejszych latach zostali wyparci przez ludność słowiańską. Znaczenie osady górniczej wzrosło po przeniesieniu stolicy Polski z Gniezna do Krakowa przez Kazimierza Odnowiciela. Warzelnie przynosiły wielkie dochody, których książę potrzebował na utrzymywanie dworu wraz z drużyną oraz odbudowę zniszczonego kraju.
Systematyczny rozwój osady górniczej zahamował najazd tatarski, który zniszczył Kraków oraz okolice. Od połowy XIII w. produkcja soli w Wieliczce polegała na wygotowywaniu ze słonej wody proszku solnego. Lecz źródła solankowe w następstwie nadmiernej eksploatacji zaczęły się wyczerpywać, dlatego przystąpiono do pogłębiania tych źródeł, czyli studzien. W 1252 odkryto pokłady soli kamiennej i od tej pory zaczęto wydobywać sól metodą głębinową. W 1289 Henryk Prawy będący ówczesnym panem ziemi krakowskiej, wydał dokument zezwalający braciom Jeskowi (Jescho) i Hysinboldowi (Izynbold/Isenbold) założyć w Wieliczce miasto na prawie frankońskim. W 1290 książę Przemysław II nadał Wieliczce prawa miejskie. Pod koniec XIII w. zostało również założone przedsiębiorstwo Żup Krakowskich, obejmujące saliny i warzelnie w Wieliczce i Bochni – jedno z najbardziej dochodowych i najdłużej działających przedsiębiorstw w Polsce. W samym XIV w. Żupy zaopatrywały 1/3 dochodów skarbu państwa. W 1311 za panowania Władysława Łokietka pełniący obowiązki wójta Gerlach von Kulpen przyłączył się do buntu wójta Alberta. Po stłumieniu buntu wójt uciekł na Śląsk, gdzie dalej urzędował jako włodarz Wieliczki. We wcześniejszych latach na terenie Wieliczki osiedlali się niemieccy górnicy. Spowodowało to zastąpienie łaciny przez język niemiecki. Po upadku rebelii król spostrzegł rosnące zagrożenie germanizacją i przywrócił do użytku język łaciński. Za czasów Kazimierza Wielkiego nastąpił gwałtowny i szybki rozwój miasta. Miasto zostało otoczone murami, wybudowano Zamek Żupny i nastąpił rozwój gospodarczy miejscowości. Mikołaj Wierzynek założył szpital na Turówce (dzielnica) oraz schronisko dla bezdomnych.
XIII w. sięgają również dzieje wielickiego zamku, który od początku pełnił rolę siedziby administracyjnej Żup Krakowskich warzelni i kopalni soli w Wieliczce oraz Bochni. Dochody z Żup stanowiły przez wiele wieków jeden z głównych filarów polskiej gospodarki (w XIV w. dawały 1/3 dochodów skarbu państwa). Wzmożone zainteresowanie turystyczne Wieliczką przyniósł XVI w., dzięki stworzeniu możliwości zwiedzania kopalni. Renesansowy zachwyt światem i żądza poznania przyciągały do wielickiej kopalni podróżników łaknących doświadczyć „podróży do wnętrza Ziemi”. Kazimierz Wielki w 1356 ustanowił Sąd Sześciu Miast, w którym była też Wieliczka. W 1361 miasto przeszło z prawa frankońskiego na magdeburskie.
Za czasów Władysława Jagiełły nastąpił rozwój terytorialny miasta. W okresie ostatnich Jagiellonów następował dalszy rozwój miasta. Struktura narodowościowa Wieliczki była dość jednolita, ponieważ koloniści niemieccy zostali spolonizowani. Większość mieszkańców stanowili Polacy. W XVI w. zaczęły tworzyć się cechy. Na początku XVII w. było ich 14. U szczytu potęgi gospodarczej Wieliczka była największym miastem przemysłowym w kraju.
W 1556 roku Wieliczka uzyskała przywilej de non tolerandis Judaeis.
W 1651 Wieliczkę nawiedziła zaraza, która zdziesiątkowała ludność miasta. W latach 1655–1660, za czasów potopu szwedzkiego, nastąpił schyłek gospodarczy miasta. Wieliczka wówczas splądrowana i spalona, nie była jednak terenem walk. Załoga szwedzka pilnowała kopalni oraz robotników, ściągała podatki oraz żywność. Gabriel Wojniłłowicz u boku Jerzego Sebastiana Lubomirskiego przystąpił do zorganizowania liczącego ok. 3000 ludzi oddziału, który wziął udział w wyzwoleniu Wieliczki, Bochni i Wiśnicza. Bitwa została stoczona w Kamionnej, gdzie Polacy uderzywszy ze wzgórza, odnieśli zwycięstwo. Miastem targały waśnie religijne pomiędzy katolikami a braćmi polskimi, którzy mieli w nim zbór. Należeli do niego także Morsztynowie – zarządcy żup królewskich. W 1655 do miasta sprowadzili się franciszkanie reformaci, którzy wybudowali swój kościół. Po złych czasach Potopu nastąpił jeszcze krótki okres rozwoju po wiktorii wiedeńskiej, kiedy król Jan III Sobieski w 1683 ufundował dzwonnicę w centrum miasta.
9 czerwca 1772 roku rozpoczęła się okupacja Wieliczki przez siły austriackie. W 1784 wybudowano nową drogę do Gdowa, wzdłuż której powstała kolonia józefińska Lednica Niemiecka. W 1809 zdobytą przez Austriaków Wieliczkę włączono w skład Księstwa Warszawskiego. Habsburgowie odzyskali miasto po upadku Księstwa i jego rozbiorze w wyniku ustaleń Kongresu Wiedeńskiego. Od tej pory pod urzędową, niemiecką nazwą Groß Salze stała się częścią Galicji. Za czasów rozbiorów wzrosło bezrobocie, ponieważ Austriacy ściągali nowoczesny sprzęt do kopalni z głębi Austrii, zaprzestano również produkcji machin i narzędzi na terenie miasta i okolic, ponadto z powodu niskich płac w kopalni górnicy polscy zwalniali się masowo, co spowodowało przymusowy przyjazd górników niemieckich, węgierskich, siedmiogrodzkich oraz chorwackich. Zmienił się skład narodowościowy miasta na rzecz ludności napływowej. Po wybuchu w 1846 powstania krakowskiego przy pomocy górników Edward Dembowski przejął władzę w Wieliczce i skarbiec kopalni soli. Został sekretarzem Jana Tyssowskiego, dyktatora rewolucji. W okresie autonomii galicyjskiej nastąpił stopniowy rozwój miasta. Wieliczka była największym skupiskiem górników w Galicji, Żupy zatrudniały ponad 2000 pracowników. W 1857 uruchomiono linię kolejową.
Dopiero pod koniec XIX w. nastąpił rozwój budownictwa publicznego. Wcześniej rozbudowywano miasto za pieniądze prywatne. Wybudowano Kolonię Górniczą (osiedle dla rodzin górniczych), elektrownię salinarną (zaopatrywała w prąd nie tylko kopalnię, ale i miasto) oraz nowoczesną warzelnię soli. W okresie międzywojennym nastąpił rozwój terytorialny Wieliczki. Powstawały nowe dzielnice mieszkaniowe. W 1933 miał miejsce strajk górników, spowodowany obniżką płac o 13%. Strajk stłumiono policją szturmową. W 1934 w granice miasta włączono część wsi Zabawa, Lednicę Dolną i Niemiecką i Klasno.
W czasie I wojny światowej, w dniach od 28 listopada do 7 grudnia 1914 roku Wieliczka była okupowana przez wojska rosyjskie.
7 września 1939 rozpoczęła się okupacja przez wojska niemieckie, które wkroczyły do Polski od strony Słowacji. Miasto było przeludnione, ponieważ na wieść o budowanym getcie w Krakowie przeniosło się do Wieliczki 5,4 tys. osób pochodzenia żydowskiego. W całym mieście mieszkało 11 tys. Żydów, głównie w dzielnicy Klasno. Jednak po otwarciu krakowskiego getta rozpoczęto wywózki ludności żydowskiej z Wieliczki do Krakowa. 21 stycznia 1945 Wieliczka została zdobyta przez oddziały 106 Korpusu Armijnego z 60 Armii 1 Frontu Ukraińskiego. Podczas walk zginęło 138 żołnierzy radzieckich (po wojnie ku ich czci postawiono pomnik przy ul. Powstańców Warszawy).
Po II wojnie światowej rozpoczął się okres systematycznego rozwoju miasta. W granice miasta włączono kolejno: Bogucice z fragmentem Czarnochowic (1954) i Krzyszkowice (1973). W 1978 UNESCO postanowiło wpisać wielicką kopalnię soli na listę światowego Dziedzictwa Kultury.
W 1992 w mieście nastąpiła katastrofa górnicza. Wyciek wody w poprzeczni Mina spowodował zapadnięcie się torowiska oraz pęknięcie murów klasztoru Franciszkanów. W 1994 miasto zostało uznane za pomnik historii. 1 stycznia 2006 do Wieliczki przyłączono część wsi Czarnochowice.
W styczniu 2011 oddano do użytku Centrum Edukacyjno-Rekreacyjne Solne Miasto z 2 basenami (sportowym o wymiarach 12,5 × 25 m oraz rekreacyjnym), halą sportową (o wymiarach 25 × 50 m) z widownią na 400 miejsc siedzących, boiskami do piłki nożnej oraz koszykówki, kortem tenisowym oraz kilkoma salami konferencyjnymi. Z kolei 16 września 2018 oddano do użytku Wielicką Mediatekę – centrum multimedialne, społeczne i kulturalne, w którym znalazły siedzibę Mediateka – Biblioteka Miejska w Wieliczce oraz sala widowiskowo-kinowa.

## Środowisko naturalne

### Budowa geologiczna
Proces poznawania budowy geologicznej Wieliczki został zapoczątkowany w okresie poszukiwania słonych źródeł i studni solankowych. Najstarsze zachowane dokumenty o złożu soli kamiennej zostały wykonane w latach 1631–1638 przez Marcina Germana.

#### Litologia i stratygrafia

##### Perm
Najstarsze osady rozpoznane na terenie miasta i najbliższej okolicy to ilaste mułowce o zabarwieniu czerwonowiśniowym z szarozielonymi plamami. Iłowce te zawierają nieregularne warstwy anhydrytu i należą do grupy minerałów solnych powstałych na drodze krystalizacji z wody morskiej. Rozpoznano je w odwiercie Siercza 1, ok. 1,5 km od centrum Wieliczki. Szacowany wiek osadów to 225 milionów lat.

##### Juraśrodkowa
Słabo zlityfikowane piaskowce brunatne zalegające pomiędzy iłowcami permskimi a wapieniami jury górnej, zostały rozpoznane w otworze Siercza 1. Osad jury środkowej powstał przed około 160 milionami lat.

##### Jura górna
Stanowi część sztywnego niesfałdowanego podłoża miasta. Kremowobiałe wapienie z licznymi ciemnoszarymi bułami krzemiennymi zostały rozpoznane w otworach Siercza 1 oraz H4 zlokalizowanym pomiędzy klasztorem reformatów a warzelnią, gdzie wiercono otwór o głębokości 513,8 m. Wapień jury górnej stwierdzono również w licznych otworach w Krzyszkowicach, Soboniowicach, Baryczy i Przebieczanach.

##### Kredai starszy trzeciorzęd
Utworów tych nie stwierdzono powyżej wapieni jury górnej, lecz w pozycji nasuniętej wśród skał karpackich. Osady okresu kredowego oraz starszego trzeciorzędowego reprezentowane są w nasuniętych skałach fliszu karpackiego, którego brzeg północny przylega do południowej części miasta. Flisz karpacki zbudowany jest z dwóch jednostek tektonicznych i litostratygraficznych – z płaszczowizn podśląskiej i śląskiej. Jednostki te rozpoznano w licznych odwiertach i wyrobiskach kopalnianych. Do płaszczowizny podśląskiej zaliczane są: warstwy istebniańskie (piaskowce tomaszkowickie), łupki zielone z syderytami i łupki pstre. Do płaszczowizny śląskiej należą: warstwy wierzowskie (łupki ilaste), warstwy gezowe dolne (łupki ilaste i mulaste oraz piaskowce gezowe), warstwy lgockie (piaskowce, łupki ilaste) oraz warstwy jaspisowe (pstre łupki krzemieniowe, jaspisy). Osady te powstały w górnej kredzie i starszym trzeciorzędzie przed około 100 do 30 milionów lat. Z utworów fliszowych okresu kredowego pochodzi znaleziona na Lednicy słynna skamieniałość przedstawiająca skrzemieniały pień wymarłej z końcem ery mezozoicznej rośliny Cycedeoidea (Raumeria). Skały fliszu występujące obecnie w południowej części miasta zostały nasunięte w wyniku orogenezy alpejskiej.

##### Baden
Utwory badenu dzielą się na najstarsze, zalegające na wapieniu jury górnej warstwy skawińskie, warstwy wielickie zawierające osady solne i tworzące złoże soli kamiennej Wieliczki, warstwy chodenickie oraz warstwy grabowieckie. Warstwy skawińskie złożone są z iłowców marglistych i najczęściej mulistych z wkładkami mułowców, piaskowców oraz podkładkami twardych margli dolomitycznych. Miąższość i charakter litologiczny na terenie miasta ulegają dużym zmianom. Na zachodzie przy miąższości ok. 50 m są one bardziej ilaste i marglaste oraz zawierają bogata mikroflorę otwornicową. W centrum miąższość ich wzrasta do 150 m, zaś na wschodzie osiągają około 350 metrów, przy jednoczesnym dużym przyroście miąższości warstw mułowców i piaskowców. Warstwy wielickie to utwory złoża soli kamiennej oraz odpowiadające im, w facji siarczanowej, iłowce i mułowce z gipsem i anhydrytem. Charakterystyczną cechą złoża Wieliczki jest jego dwudzielność na złoże górne bryłowe i złoże pokładowe. Różnice między górną i dolną częścią złoża wynikają z odmiennego wykształcenia litologicznego oraz zróżnicowanego reagowania na ruchy górotwórcze Karpat. Warstwy wielickie dzieli się na trzy facje powstałe w różnych częściach zbiornika sedymentacyjnego. Facja A odpowiada południowej części zbiornika, facja B – środkowa, była miejscem tworzenia się złoża pokładowego i facja C – północna, której odpowiadają warstwy wielickie położone na północ od granic sfałdowanego złoża soli i pozostające w miejscu, gdzie zostały osadzone. Wśród utworów facji A, którą reprezentuje złoże bryłowe, następujące skały wyróżnia się jako podstawowe: sól zieloną, bryłową, zuber solny i iłowiec marglisty. Wszystkie leżą bezładnie, co uniemożliwia odtworzenie pierwotnego układu litograficznego. Do facji B należą utwory złoża pokładowego o całkowicie odmiennym wykształceniu litologicznym i tektonicznym. Dzięki zachowanemu następstwu warstw odtworzono kolejność powstania jego członów. Na warstwach skawińskich osadziły się kolejno:
- utwory spągowe jako iłowce i piaskowce z gipsem i anhydrytem
- pokład soli najstarszej
- piaskowiec i mułowiec
- zespół soli zielonej pokładowej
- pokład soli szybikowej
- kompleks soli spiżowej
- stropowe piaskowce, mułowce i iłowce anhydrytowe

W obrębie warstw wielickich występują cienkie wkładki tufitowe zbudowane częściowo z minerałów pochodzenia wulkanicznego. Wśród osadów facji C rozpoznano w otworach wiertniczych iłowce, mułowce, piaskowce z gipsem i anhydrytem, wśród których lokalnie występuje sól kamienna. Warstwy chodenickie utworzyły się ponad stropem warstw wielickich. Są to głównie iłowce margliste o charakterze łupkowym z warstwami mułowców i słabo zwięzłych piaskowców oraz z charakterystycznymi wkładkami twardych margli dolomitycznych. Wśród warstw chodenickich występują jasnoszare i lekkie tufity zawierające popiół wulkaniczny nawiany po erupcjach wulkanów karpackich. Warstwy grabowieckie są najmłodszymi utworami badeńskimi pochodzącymi z ostatniego zlewu morskiego. Składają się z piaskowców, mułowców oraz iłowców. W północnej części miasta występuje ich odmiana facjalna, znana pod nazwą piasków bogucickich. Występują w nich wykształcone warstwy piaskowców spoistych, scementowanych węglanem wapnia oraz cienkie wkładki iłowców. Piaski bogucickie charakteryzują się zawartością skamieniałości, najczęściej małż i ślimaków.

##### Czwartorzęd
Osady zaliczane do tego okresu reprezentowane są na terenie Wieliczki i okolicy przez utwory epok plejstocenu i holocenu. Wśród osadów plejstocenu wyróżnia się głównie gliny lessowe, pyły i gliny zwietrzelinowe, a lokalnie występują piaski, żwiry, gliny morenowe i głazy z moreny oraz iły zastoiskowe. Do holocenu zaliczane są gleby, namuły organiczne, piaski i żwir wypełniające współczesne koryta potoków i mniejszych cieków wodnych. Osobną grupę stanowią koluwia, czyli utwory przemieszczające się w dół po stoku w wyniku zjawisk osuwiskowych. Procesy te obejmują głównie południową część miasta i trwają nieprzerwanie od momentu wycofania się lądolodu z Wieliczki. Po ustąpieniu morza mioceńskiego nastąpił długi okres erozji, w wyniku której powstała rzeźba bardziej urozmaicona od współczesnej. W epoce plejstoceńskiej nastąpiło złagodzenie starszej rzeźby terenu poprzez wypełnienie obniżeń osadami polodowcowymi. W glinie morenowej i utworach fluwioglacyjnych na Sierczy odnaleziono fragment skał krystalicznych naniesionych przez lądolód ze Skandynawii. Cieńsze płyty moreny oraz pojedyncze głazy lodowcowe odkryto w dolinie potoku Świdniówka, na Psiej Górce oraz w Sułkowie i Baryczy. Pokrywa utworów czwartorzędowych maskujących rzeźbę starszego podłoża jest zmienna, lecz najczęściej wynosi od kilku do kilkunastu metrów, ale lokalnie może przekraczać 30 metrów.

#### Tektonika
Starsze kompleksy skalne występujące w podłożu miasta, do których zaliczane są utwory permu, jury środkowej i jury górnej należą do części monokliny śląsko-krakowskiej. W czasie orogenezy alpejskiej obszar monokliny zachował się jak sztywna płyta. Ulegał jedynie ruchom obniżającym i wypiętrzającym, dlatego popękał na poszczególne bloki poprzesuwane wzajemnie wzdłuż powierzchni uskokowych. W przeciwieństwie do utworów monokliny śląsko-krakowskiej osady kredowe i trzeciorzędowe Karpat zostały silnie pofałdowane i przesunięte ku północy. W czasie gdy sztywna płyta starszych utworów popękała na poszczególne bloki, a osady fiszu karpackiego zostały nasunięte ku północy, wytworzyło się zapadlisko przedkarpackie, które później zostało zalane przez morze mioceńskie. Osady tego morza to badeńska formacja solonośna Wieliczki. Po jej osadzeniu nastąpiła kolejna faza górotwórcza Karpat, w czasie której płaszczowizny fliszu karpackiego przesuwając się ku północy, sfałdowały utwory formacji solonośnej i utworzyły drugorzędną strukturę tektoniczną, tzw. element Salidów. Osady solne zostały oderwane od podłoża i z nadległymi warstwami chodenickimi zostały posunięte i spiętrzone przed czołem Karpat na obszarze miasta i okolic, tworząc złoże soli kamiennej.

### Surowce mineralne

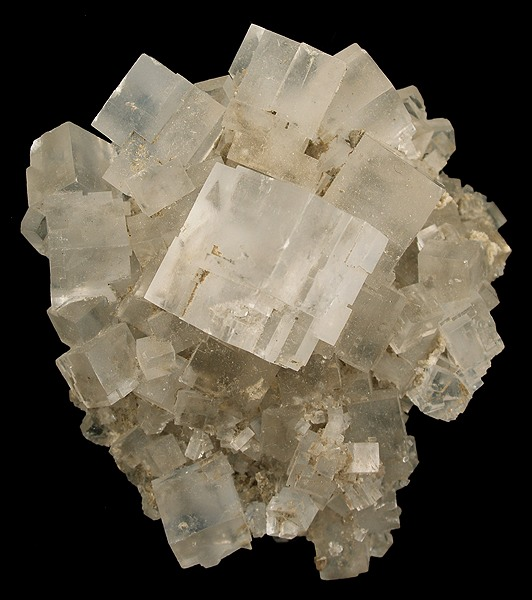
Halit wydobywany w kopalni

Do surowców mineralnych wydobywanych na obszarze Wieliczki i najbliższej okolicy należą: sól kamienna, solanki naturalne, skały ilaste (surowiec ceramiczny), piasek (surowiec budowlany) oraz spoiste piaskowce stosowane w budownictwie. Sól kamienna wydobywana jest od XIII w. Stała się podstawą rozwoju miasta. Obecnie roczne wydobycie soli w solance (surowiec do produkcji soli warzonej) zmniejszyło się do 100 tys. ton rocznie oraz kilkudziesięciu ton soli kamiennej do produkcji soli paszowej Wisol. W zachodniej części złoża w byłej otworowej Kopalni „Barycz” (1924–1998) wydobywało się ok. 80 tys. ton solanki, jako surowca do produkcji sody w byłych Krakowskich Zakładach Sodowych Solvay. Skały ilaste, jako surowiec do produkcji cegły, wydobywane są w Wieliczce i okolicach od XIX w. Miejsce wydobycia iłów zmieniało się. Dawne odkrywki umiejscowione w północno-zachodniej części miasta obok cegielni i w miejscu dzisiejszego osiedla Kościuszki zostały zastąpione nowymi, zlokalizowanymi najpierw u podnóża stoku Sierczy pomiędzy szybem „Kościuszko” a Grabówkami, następnie w Sułkowie. Piasek jako minerał budowlany i podsadzkowy dla wypełniania wyrobisk podziemnych Kopalni Soli od dawna był eksploatowany ze złoża piasków bogucickich na Psiej Górce oraz na północ od Wieliczki na wzgórzu Kaim i w Zabawie. Wydobywała go również okoliczna ludność u podnóża wzgórza Winnica nad potokiem Lednica z rozsypanych piaskowców tomaszkowickich. Piaskowce używane do budowy fundamentów budynków mieszkalnych i gospodarczych wydobywano w niewielkich łomach na południe od miasta oraz na Sierczy, Grabówkach i Biskupicach. Należą do utworów fiszu karpackiego i charakteryzują się dobrymi parametrami technicznymi. Wyróżniają się piaskowce gezowe o spoiwie krzemionkowym powodującym ich dużą spoistość i odporność na wietrzenie.

### Gleba
Na terenie Wieliczki występują trzy typy gleb. W dolinie Serafy i częściowo Zabawki utworzyły się mady lekkie i średnie. W miejscach niżej położonych i lepiej nawodnionych mają one charakter gleb bagiennych. W południowej i wschodniej części miasta powstały gleby gliniasto-piaszczyste. W części północnej występują gleby lessowe o poziomie próchniczym do 40 cm miąższości. Gleby te są prawnie chronione. Jakość gleb w Wieliczce jest dobra (klasy III–IV) i kwalifikuje rejon jako rolniczo-warzywny. Prawie cały obszar miasta, z wyjątkiem terenów przemysłowych, zabudowanych i zajętych przez obiekty transportowe jest intensywnie wykorzystywany rolniczo. W części zachodniej i północnej dominują grunty orne, w południowej sady, pastwiska i łąki. W strefie zabudowanej znajdują się liczne przydomowe ogrody warzywne.

### Szata roślinna

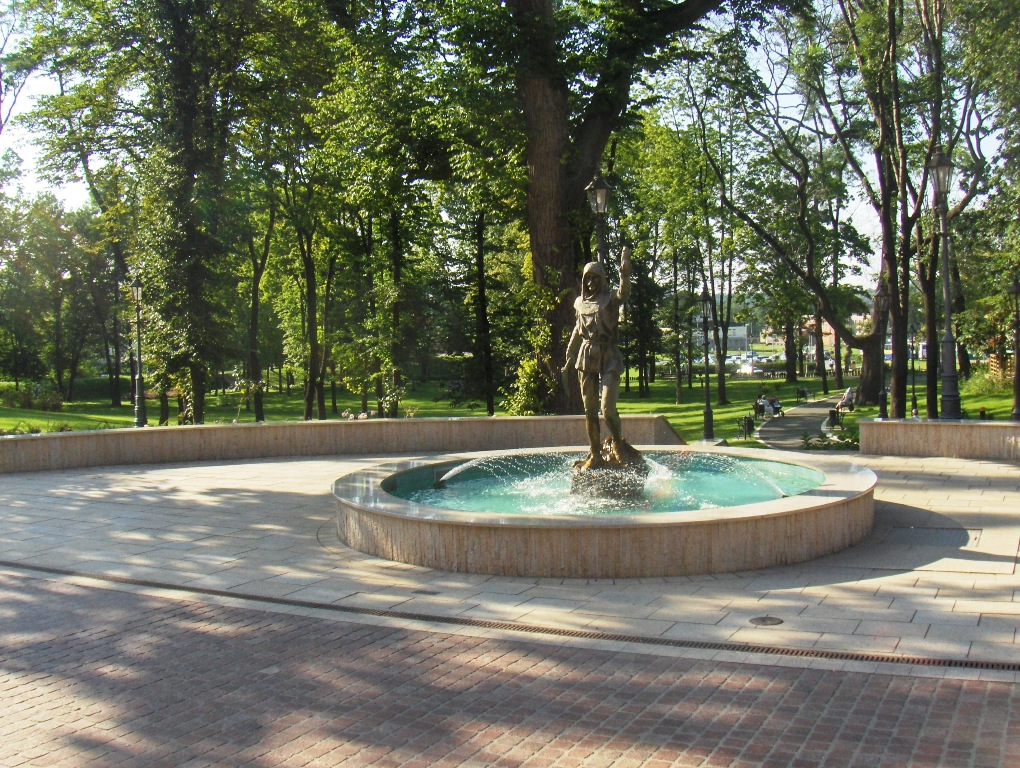
Fontanna w parku św. Kingi

Naturalną szatą roślinną była puszcza, która już zniknęła z obszarów miasta. Obecnie niewielkie kompleksy leśne występują w rejonach Grabówek i Krzyszkowic. Tworzą je głównie drzewa liściaste z domieszką iglastych. W Lesie Krzyszkowickim występują paproć podrzeń żebrowiec oraz przylaszczka pospolita. Las ten ma powierzchnię 33,95 ha i został uznany przez wojewodę małopolskiego za użytek ekologiczny. Dna dolin Zabawki i Serafy porastają nieregularne kępy drzew, głównie liściaste i zarośla. W centralnej części miasta znajdują się dwa parki.

### Hydrografia

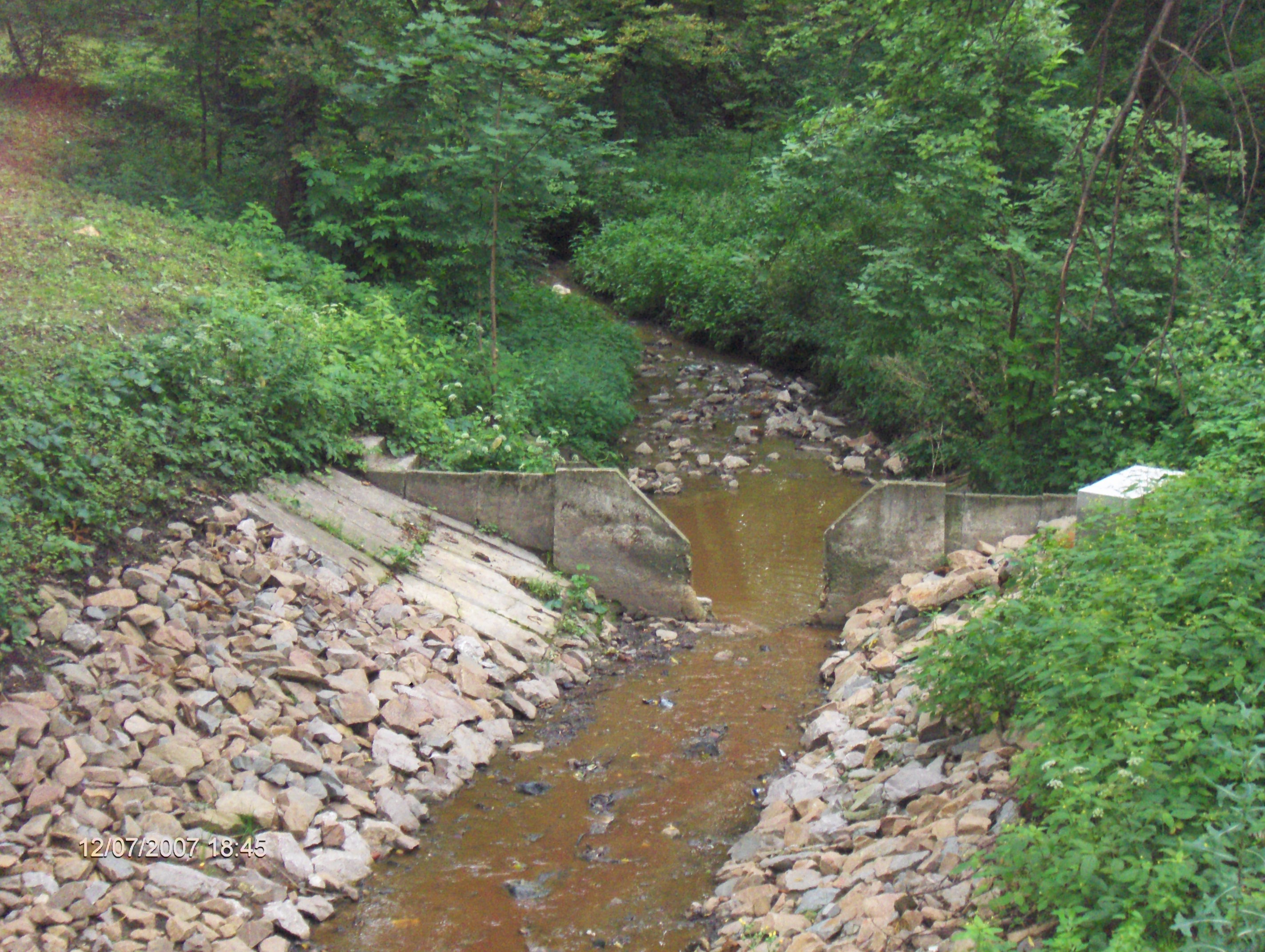
Serafa w parku Mickiewicza

Obszar Wieliczki leży na terenie dwóch dorzeczy drugiego rzędu Zabawki i Serafy, które po połączeniu z Drwinią Długą uchodzą do Wisły. Zlewnia Zabawki w części górnej ma symetryczny układ sieci rzecznej. Składają się na nią trzy większe potoki: Tomaszkowicki, Miodówka, Świdówka oraz kilka innych cieków wodnych bez nazw. Ich koryta są głęboko wcięte, a ich przebieg kręty. Wypływają ze źródeł, młak i wysięków w strefie osuwiskowej w Chorągwicy. Granica pomiędzy zlewniami Zabawki i Serafy biegnie na wschód od ul. Asnyka oraz ul. Dobczyckiej. Zlewnia Serafy jest asymetryczna z racji braku prawobrzeżnych dopływów. Górna część zlewni została silnie przekształcona, a ciek skanalizowany. Potok ten miał początek na os. Sienkiewicza. Obecnie Serafa wypływa na powierzchnię w okolicy warzelni, choć jest bardziej ściekiem niż potokiem. Wszystkie boczne dopływy biorące początek wysoko na zboczu doliny są częściowo skanalizowane i zamienione w ścieki komunalne i przemysłowe. Na lewym i prawym brzegu Serafy jest sieć dolinek odwadnianych okresowo lub epizodycznie. W lewobrzeżnej zlewni występuje kilka większych i szereg mniejszych zbiorników wodnych. Do tych pierwszych należą dwa stawy na Grabówkach, staw Syberia (pod Baranem), staw w parku Kingi i Mickiewicza. Lokalnie występują zwłaszcza w dnie dolin stałe lub okresowe podmokłości.

### Klimat
Miasto jest w strefie umiarkowanego klimatu podgórskiego nizin i kotlin z wpływem umiarkowanego ciepłego piętra klimatycznego Pogórza Karpackiego i nie odróżnia się od terenów otaczających. Lokalne różnice występują w zależności od wysokości nad poziomem morza, położenia względem kierunku geograficznego oraz rzeźby terenu. Średnia roczna temperatura wynosi 7,4–8,0 °C, minimalna średnia temperatura od 3,5 do ponad 5,0 °C, roczna suma opadów 650–800 mm, liczba dni z pokrywą śnieżną 56–84 dni, długość okresu wegetacyjnego 200–215 dni.

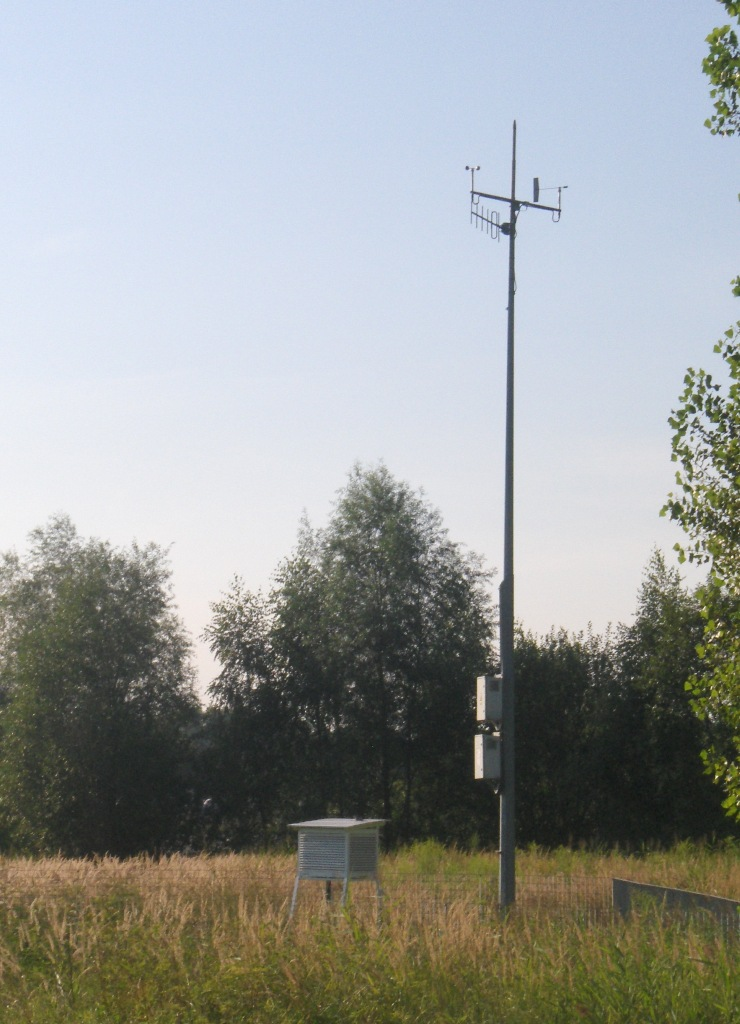
Stacja meteorologiczna

Wiatry wieją głównie z południowego zachodu (33% w półroczu ciepłym i 35% w półroczu zimnym) oraz z zachodu (odpowiednio, 20% i 15,5%). Udział pozostałych jest prawie jednakowy (5–8%). W okresie zimowym wyróżniają się dodatkowo dwa kierunki: południowy i południowo-wschodni (12 i 13%), a w okresie letnim południowy i północno-zachodni (12 i 10%). Okres ciszy dla obu półroczy wynosi około 6%.
Na obszarze miasta można wyróżnić tereny o trzech zróżnicowanych typach mezoklimatycznych:
- Tereny o najkorzystniejszych warunkach to stoki i grzbiety położone ponad 40 m nad dnami dolin (północna i zachodnia część miasta oraz niewielkie fragmenty w południowej części). Średnie minimalne temperatury są wyższe o 2–3 °C niż w dnach dolin, okres bezprzymrozkowy od 30 do 60 dni dłuższy, średnia liczba dni z mgłą mniejsza o 60 w ciągu roku, łagodne dobowe wahania temperatury i wilgotności oraz dobra wentylacja naturalna. Występują bardzo dobre warunki aerosanitarne[55].
- Tereny korzystne to strefa stoków północnych. Średnie minimalne temperatury wyższe o 1–2 °C niż w dnach dolin, okres bezprzymrozkowy trwający od 140 do 170 dni, 60–80 dni w roku z mgłą, wentylacja umiarkowana. Warunki aerosanitarne dobre[55].
- Tereny o warunkach niekorzystnych to dna dolin Zabawki i Serafy. Średnie minimalne temperatury niższe o 3 °C, krótki okres bezprzymrozkowy (poniżej 140 dni), duże dobowe wahania temperatury i wilgotności. Występują częste inwersje temperatury powietrza (ponad 70% dni w roku) i mgły (ponad 80 dni w roku). Charakterystyczne są zastoiska zimnego powietrza. Wentylacja naturalne słaba. Warunki aerosanitarne niekorzystne[55].

Centrum Wieliczki ma mikroklimat charakterystyczny dla obszarów uprzemysłowionych i zabudowy miejskiej o znacznej emisji zanieczyszczeń, zwiększonej ilości ciepła pochodzącego z procesów spalania i pary wodnej. Czynniki te powodują miejscowy wzrost temperatury.

### Ochrona środowiska
W Wieliczce funkcjonuje biologiczna oczyszczalnia ścieków mogąca oczyścić 10 m³ ścieków na dobę. Ścieki z miasta są również pompowane do oczyszczalni ścieków w Krakowie-Płaszowie, dzięki temu z tych obiektów może korzystać 12 318 osób. W Wieliczce wytworzono w 2008 3096,58 tony odpadów komunalnych. Wielickie śmieci zostają składowane lub przetworzone na składowisku odpadów Barycz w Krakowie. W mieście istnieje możliwość segregacji śmieci.
Na terenie miasta istnieją użytek ekologiczny Las Krzyszkowicki oraz Rezerwat przyrody Groty Kryształowe.

## Architektura

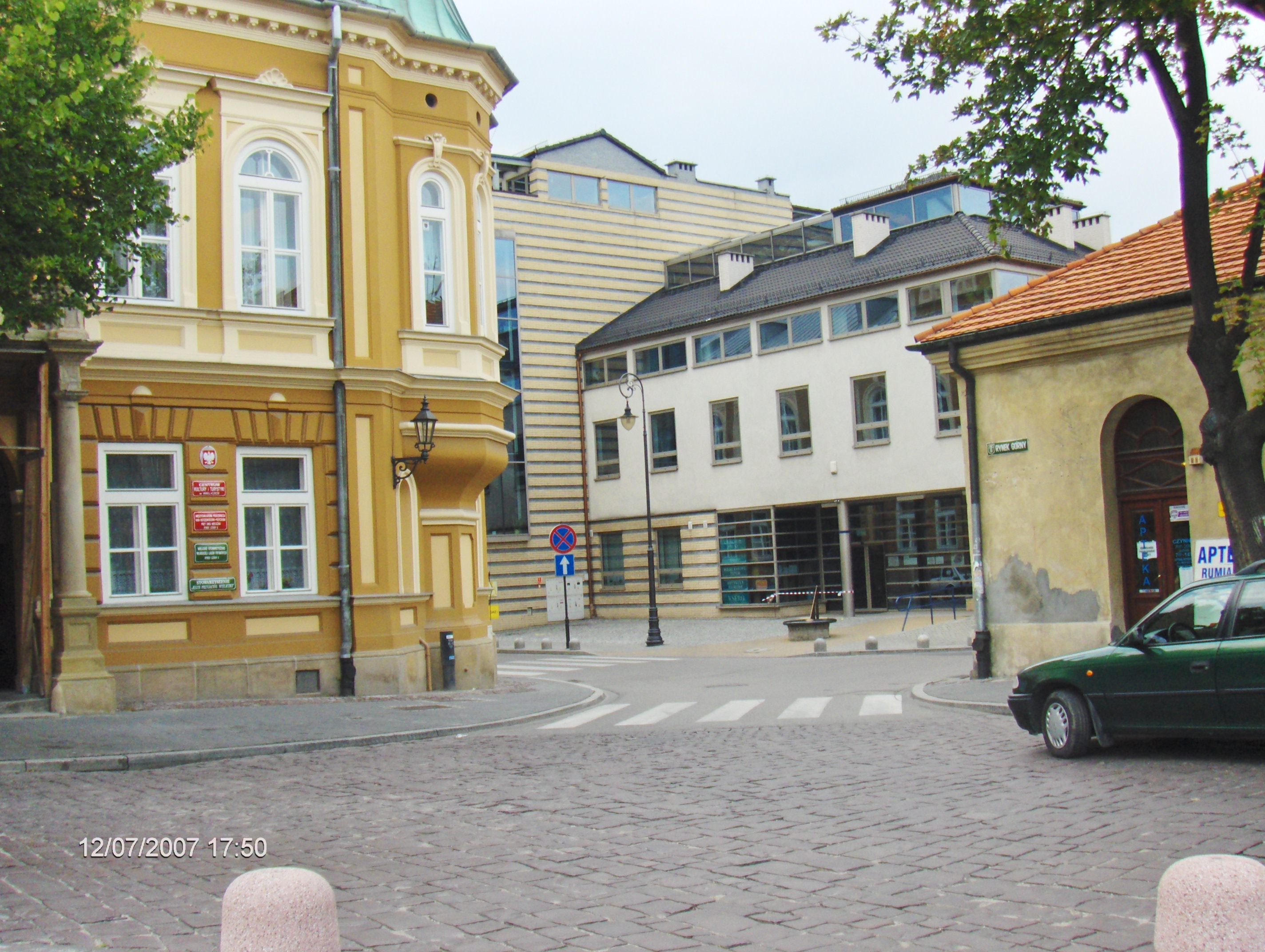
Nowoczesny budynek Urzędu Skarbowego (budynek pośrodku)

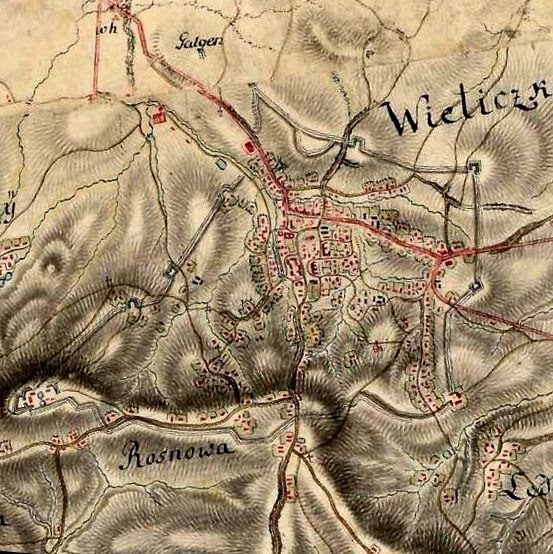
Mury Wieliczki na wojskowej mapie Galicji Friedricha von Miega (1787)

We współczesnym planie miasta wyraźnie zaznaczone są akcenty staromiejskiej zabudowy. W średniowieczu zastosowano nowy (jak dla tamtych czasów) układ szachownicowy w rozplanowaniu przestrzeni miasta, które w przebiegu linii obwarowań nie uległo większym zmianom, natomiast przeobraziło się wskutek adaptacji dotychczasowego układu ulic i zabudowy miejskiej z okresu lokacji do stosowanego wtedy powszechnie wzorca miasta z siecią ulic krzyżujących się w równych odstępach pod kątem prostym. Duża zmianą w tym okresie była redukcja lokacyjnego rynku, o kształcie wydłużonego owalu, do wielkości równej poszczególnym kwadratom bloków zabudowy – jako wynik wprowadzenia szachownicowego podziału Wieliczki w czasach jej intensywnego zasiedlania i ożywionego budownictwa. Ogólnie zarys tego podziału przetrwał do naszych czasów. Powierzchnie miasta w obrębie murów miejskich szacuje się na niecałe 8 ha. Liczące ponad 1 km długości obwarowania miasta wzmocniono basztami. Prawdopodobnie było ich 21, w tym dwie baszty z bramami wjazdowymi do miasta: Krakowską i Kłosowską. Wewnątrz murów budynki znajdowały się w północnej strefie zabudowy. Strefę tę tworzyły oddzielone od siebie ulicami zespoły: zamku żupnego, kościoła parafialnego i szybu „Regis”. W XVII wieku istniały jedynie brama Kłosowska i 10 baszt. Obecnie zachowała się 1 baszta, tuż obok zamku żupnego.
W Wieliczce jest 187 ulic i 2 place: Skulimowskiego, Kościuszki, ponadto miasto ma kilka dużych osiedli mieszkaniowych: os. Sienkiewicza, os. Kościuszki, os. Szymanowskiego, os. Pola, os. Asnyka, os. Przyszłość i os. Boża Wola.

### Zabytki

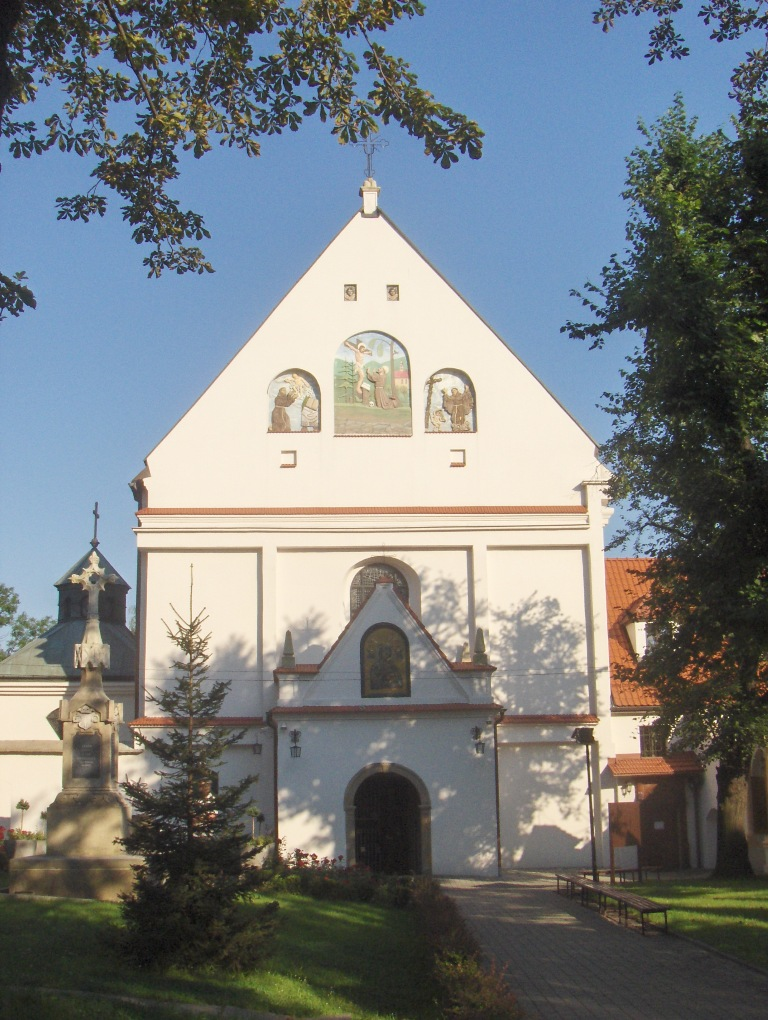
Dziedziniec klasztoru Franciszkanów

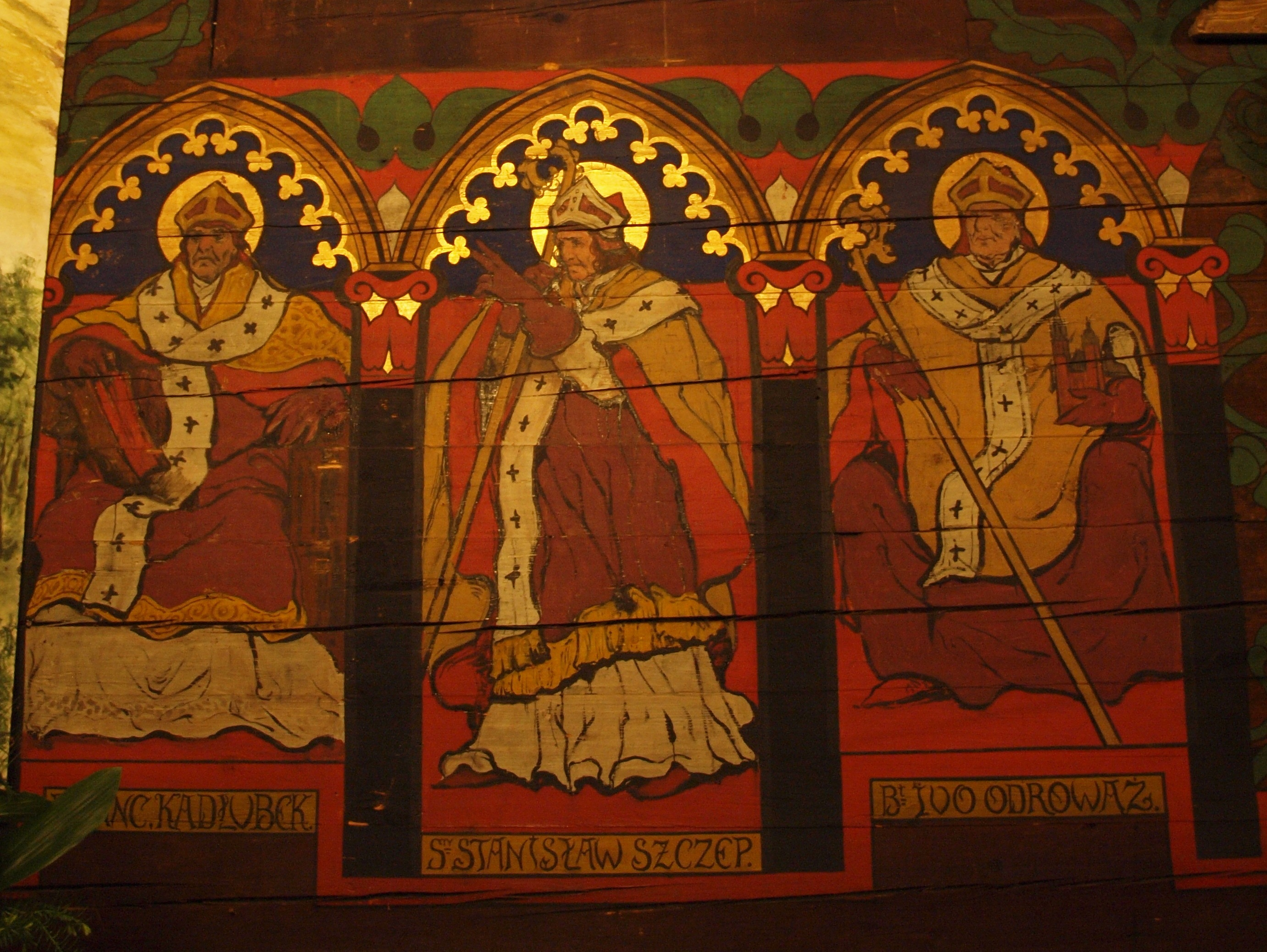
Polichromia w kościele św. Sebastiana

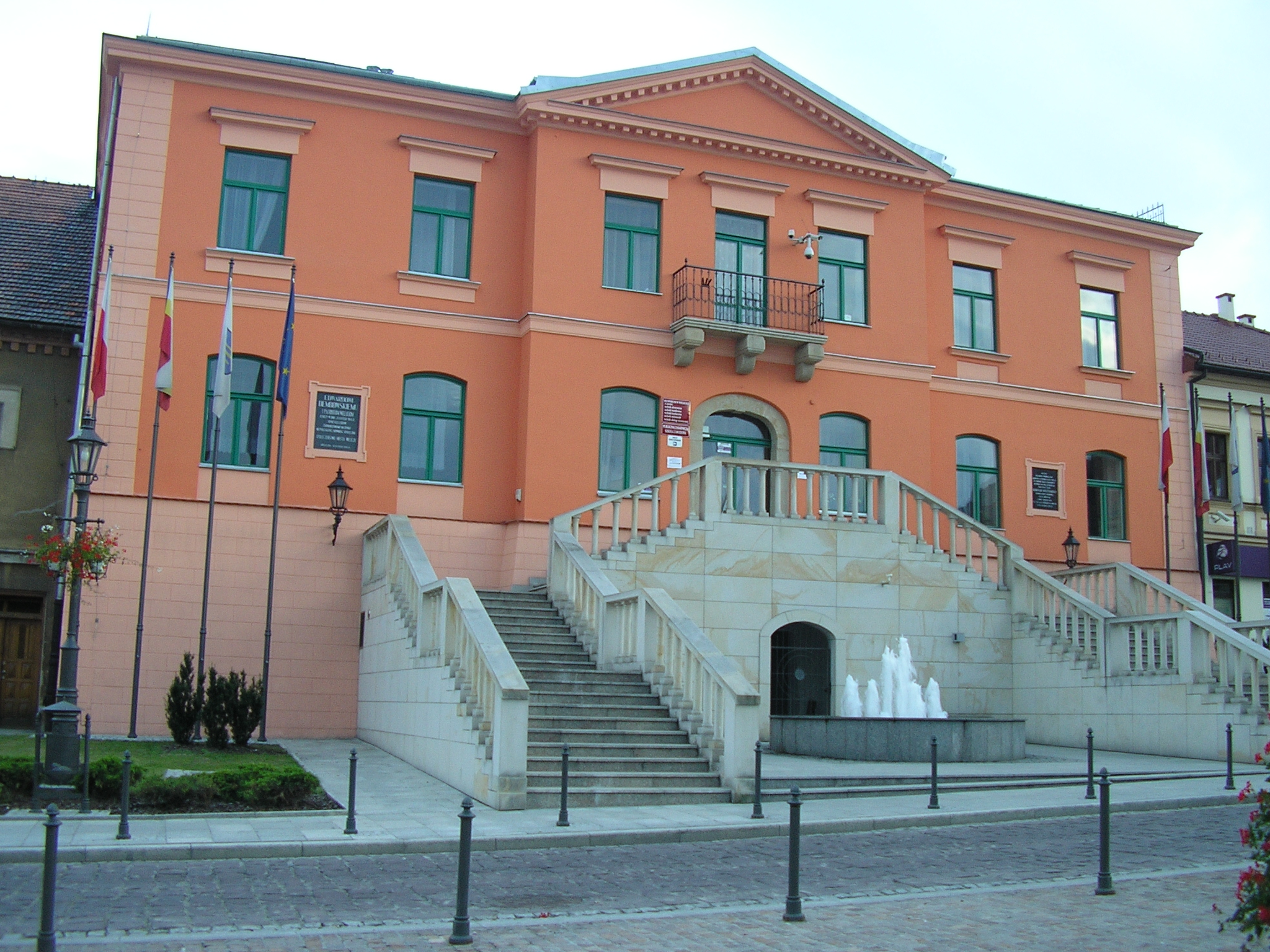
Pałac Przychockich

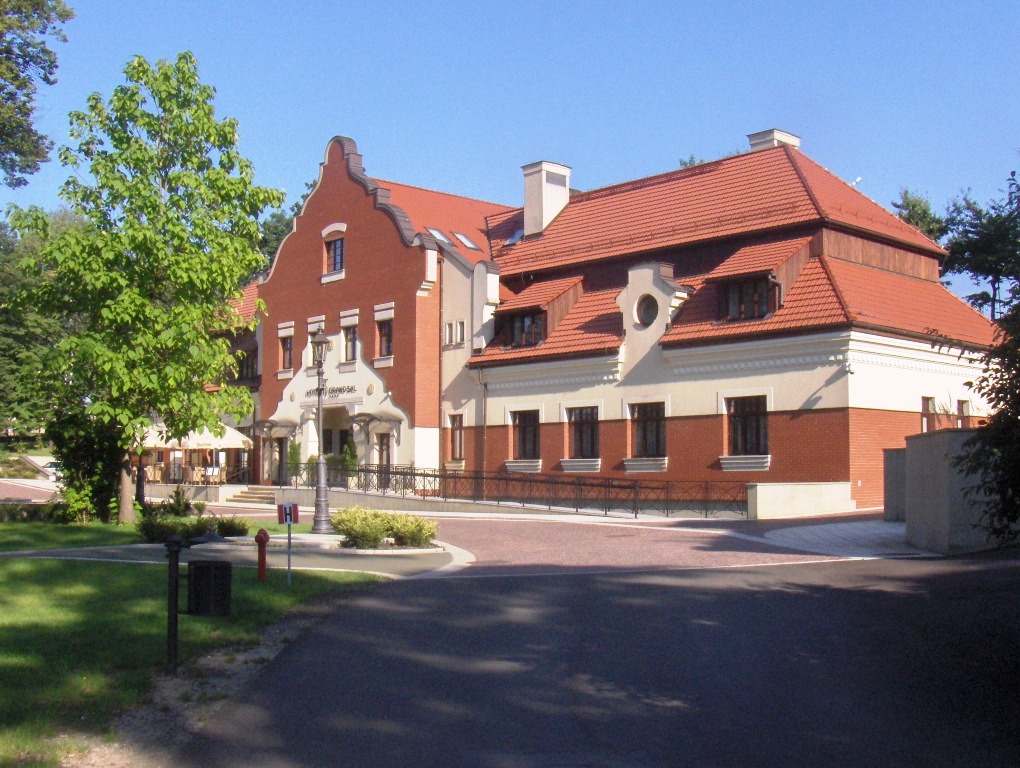
Dawne Łaźnie Salinarne

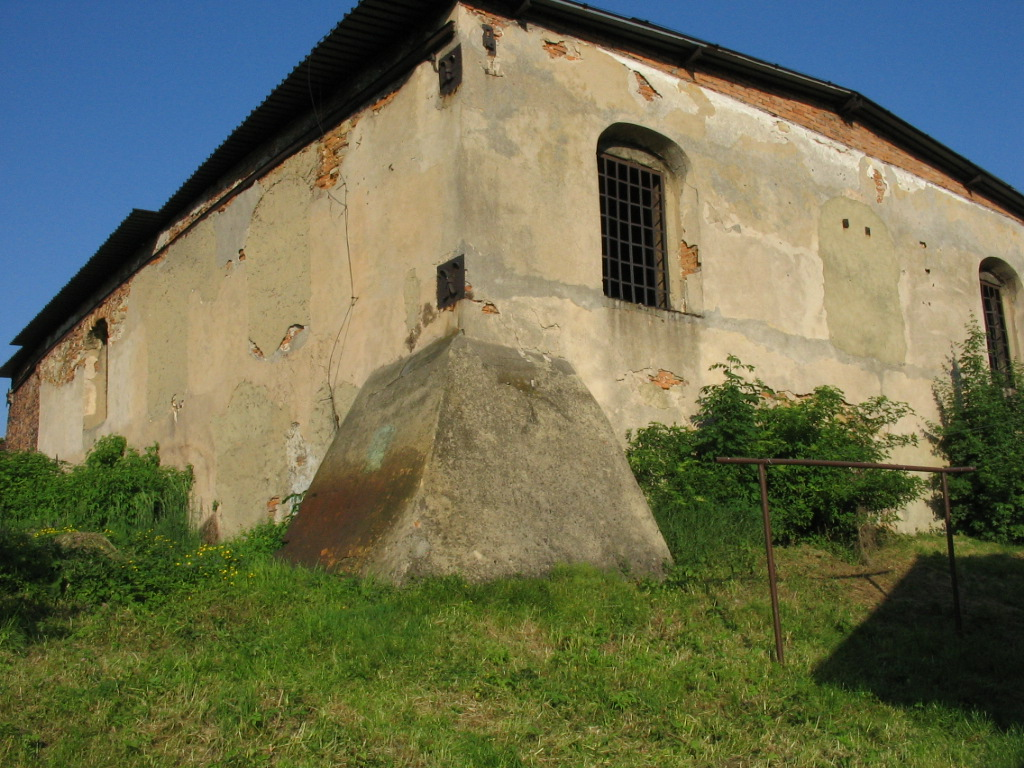
Stara Synagoga

- Kopalnia soli „Wieliczka” – kopalnia jest jednym z najstarszych zakładów górniczych Europy. Od XIII w. do 1772 wspólnie z kopalnią soli w Bochni wchodziła w skład Żupy krakowskiej. W 1976 kopalnia wpisana została do krajowego rejestru zabytków. W 1978 wpisana przez UNESCO na pierwszą Listę światowego dziedzictwa kulturowego i przyrodniczego. W 1989 Kopalnia Soli „Wieliczka” poszerzyła Listę Światowego Dziedzictwa Zagrożonego, z której została skreślona w 1998 r.[59] Od 1994 to także pomnik historii Polski. 30 czerwca 1996 zaprzestano całkowicie eksploatacji złoża[60]. Dla kopalni charakterystyczne są sieć podziemnych korytarzy z 2 tysiącami komór oraz Groty kryształowe. Istniejące szyby górnicze:
  - Szyb Daniłowicza z XVII w.
  - Szyb św. Kingi z XIX w.
  - Szyb Górsko z XVII w. (zasypany, pozostały zabytkowy budynek i wieża szybowa).

Kopalnia dzieli się na Trasę Turystyczną i Trasę Muzeum. Trasa Turystyczna składa się m.in. z kaplicy św. Kingi, jeziorek solankowych oraz monumentalnej konstrukcji kasztów w komorze Michałowice. Natomiast Trasa Muzeum zawiera m.in. kolekcję konnych maszyn wyciągowych, tzw. kieratów, ekspozycję okazów soli oraz wystawę historii przedsiębiorstwa Żup Krakowskich. Całość kopalni stanowi dobrze skonstruowany skansen górniczy.

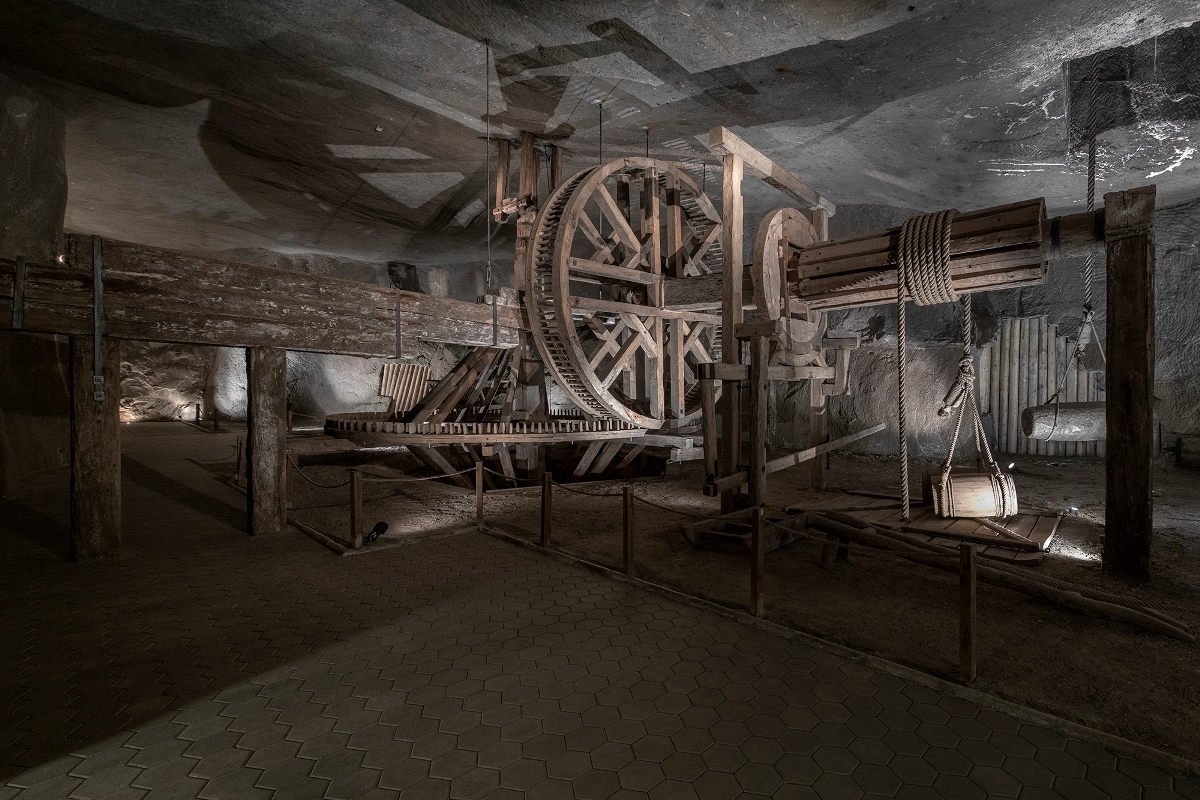
Kierat polski (największa posiadana przez Muzeum konna maszyna transportowa) na Trasie Muzeum
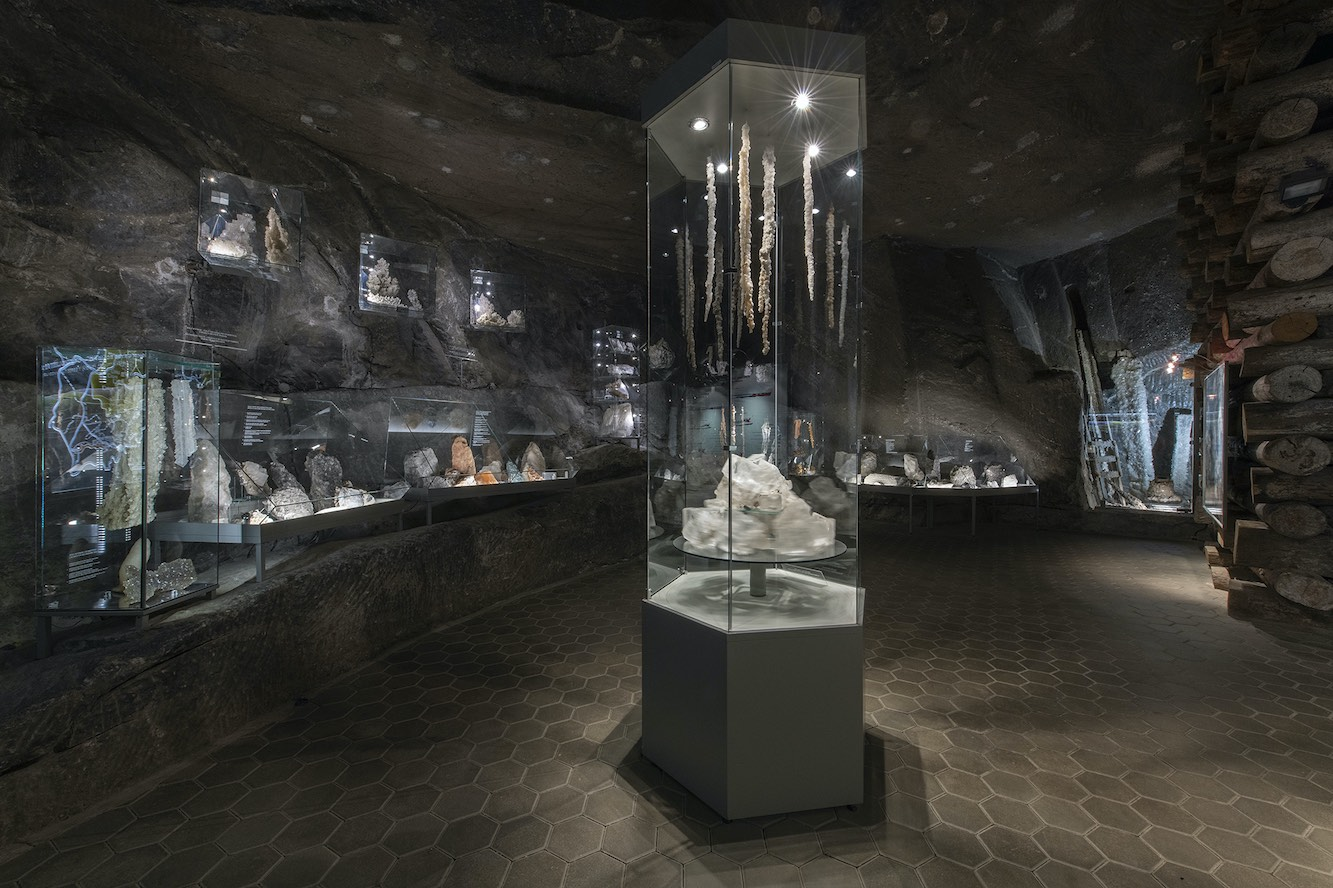
Wystawa „Geologia złóż solnych Polski” na Trasie Muzeum
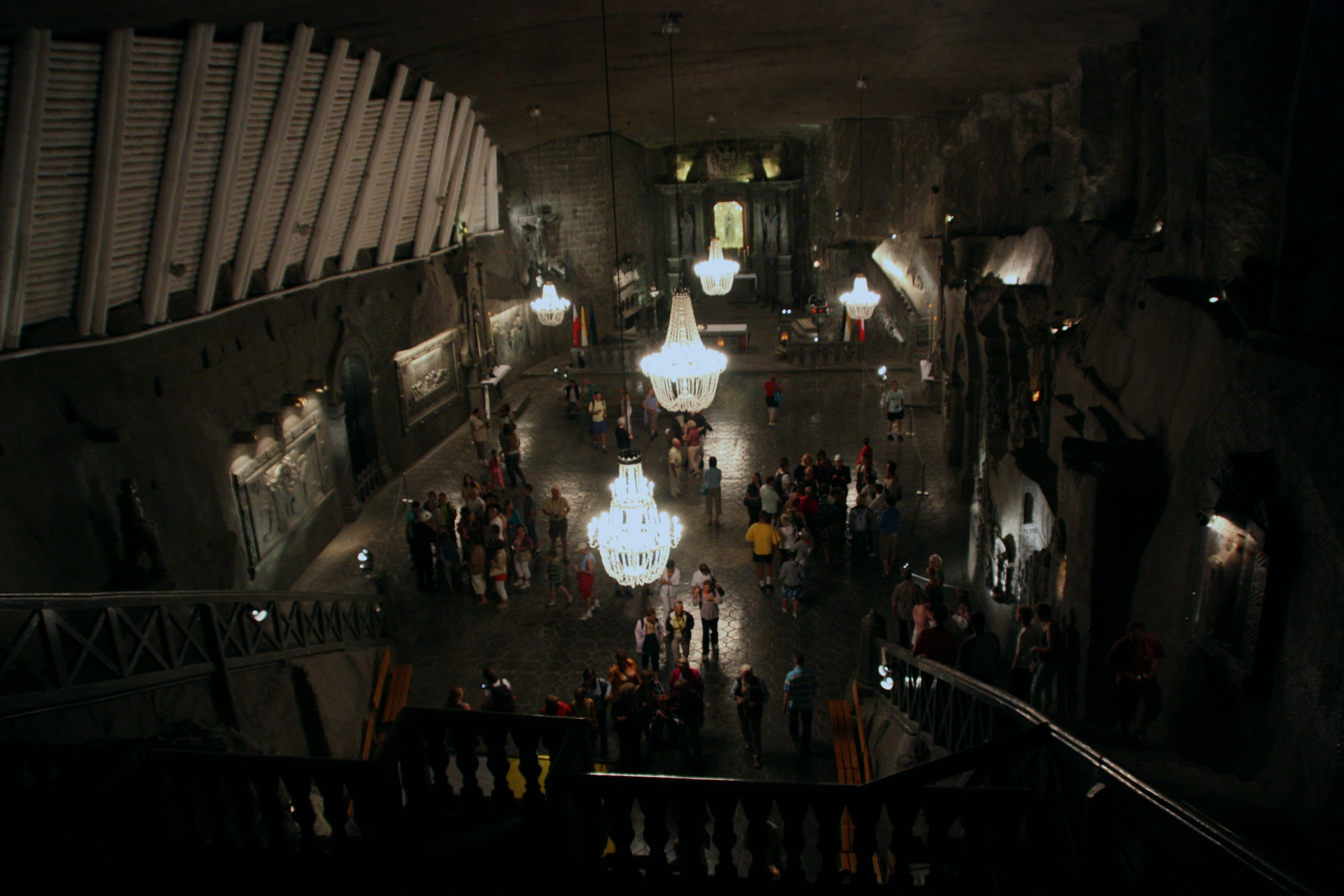
Kaplica św. Kingi na Trasie Turystycznej
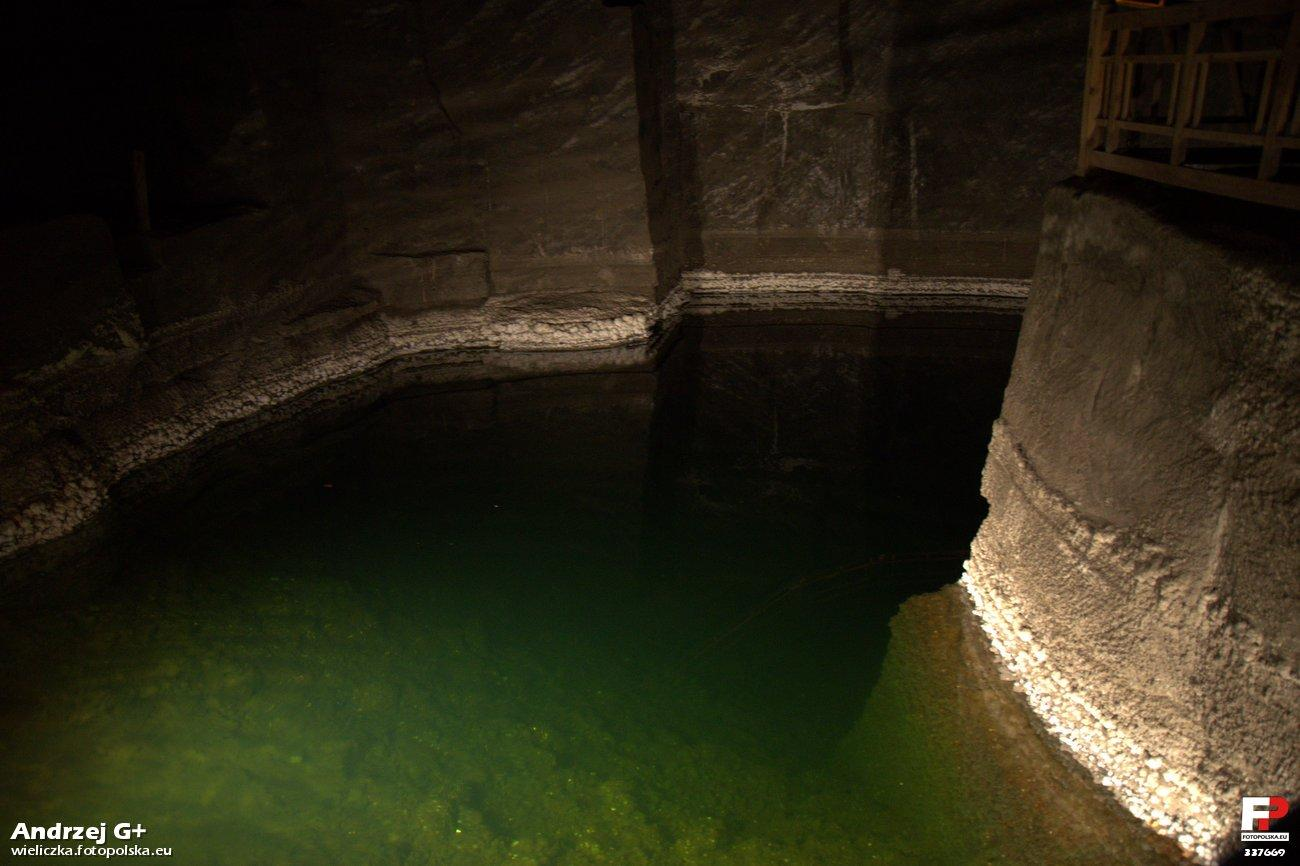
Jezioro solankowe w komorze Erazma Barącza na Trasie Turystycznej

- Zamek Żupny – dawna siedziba zarządu przedsiębiorstwa Żup Krakowskich od końca XIII w. do 1945 roku. Zbudowany na przełomie XIII i XIV w., wielokrotnie przebudowywany, w czasie wojny uległ zniszczeniu. Po odrestaurowaniu przeznaczony na siedzibę Muzeum Żup Krakowskich z pracowniami naukowymi i konserwatorskimi, magazynem zbiorów oraz ekspozycjami Muzeum „na powierzchni”, do których należą: jedna z najcenniejszych na świecie kolekcja solniczek; reprezentacyjna komnata zamku – Sala Gotycka; wystawa archeologiczna (ukazująca historię rozwoju procesu wydobycia soli); aktualna wystawa czasowa.

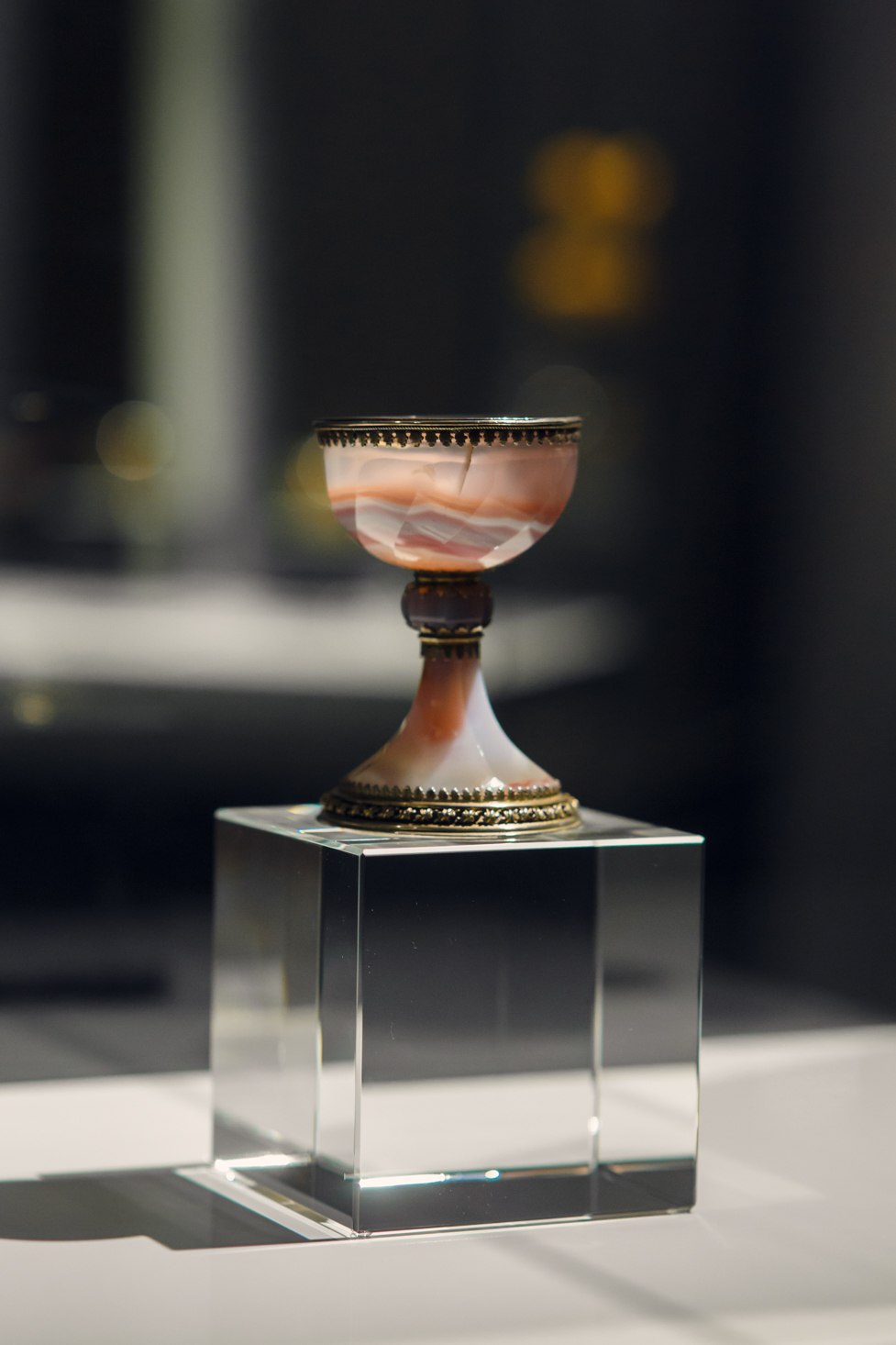
Solniczka gotycka z ok. 1500 roku, najstarsza solniczka z kolekcji
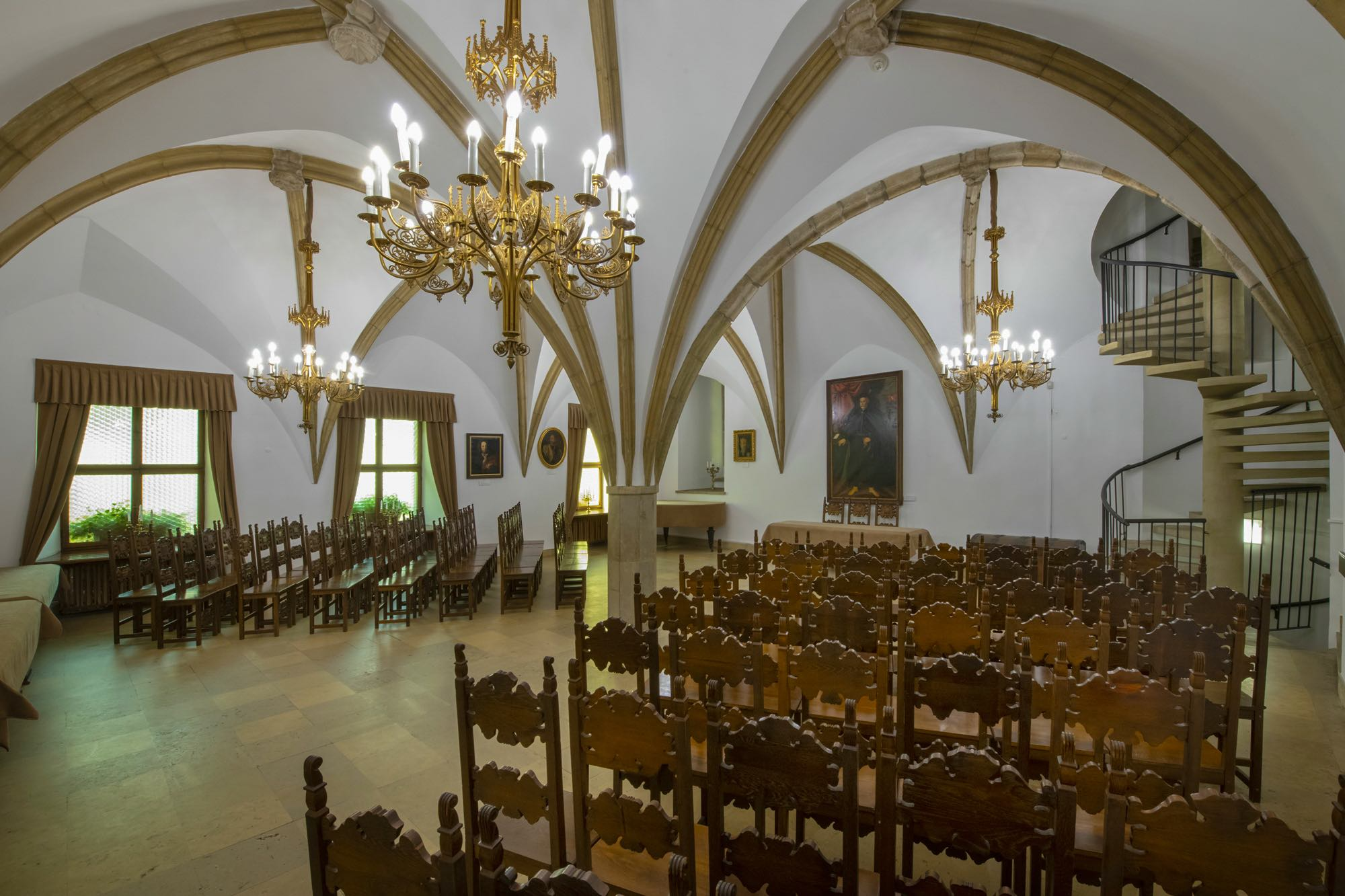
Sala gotycka w Zamku Żupnym
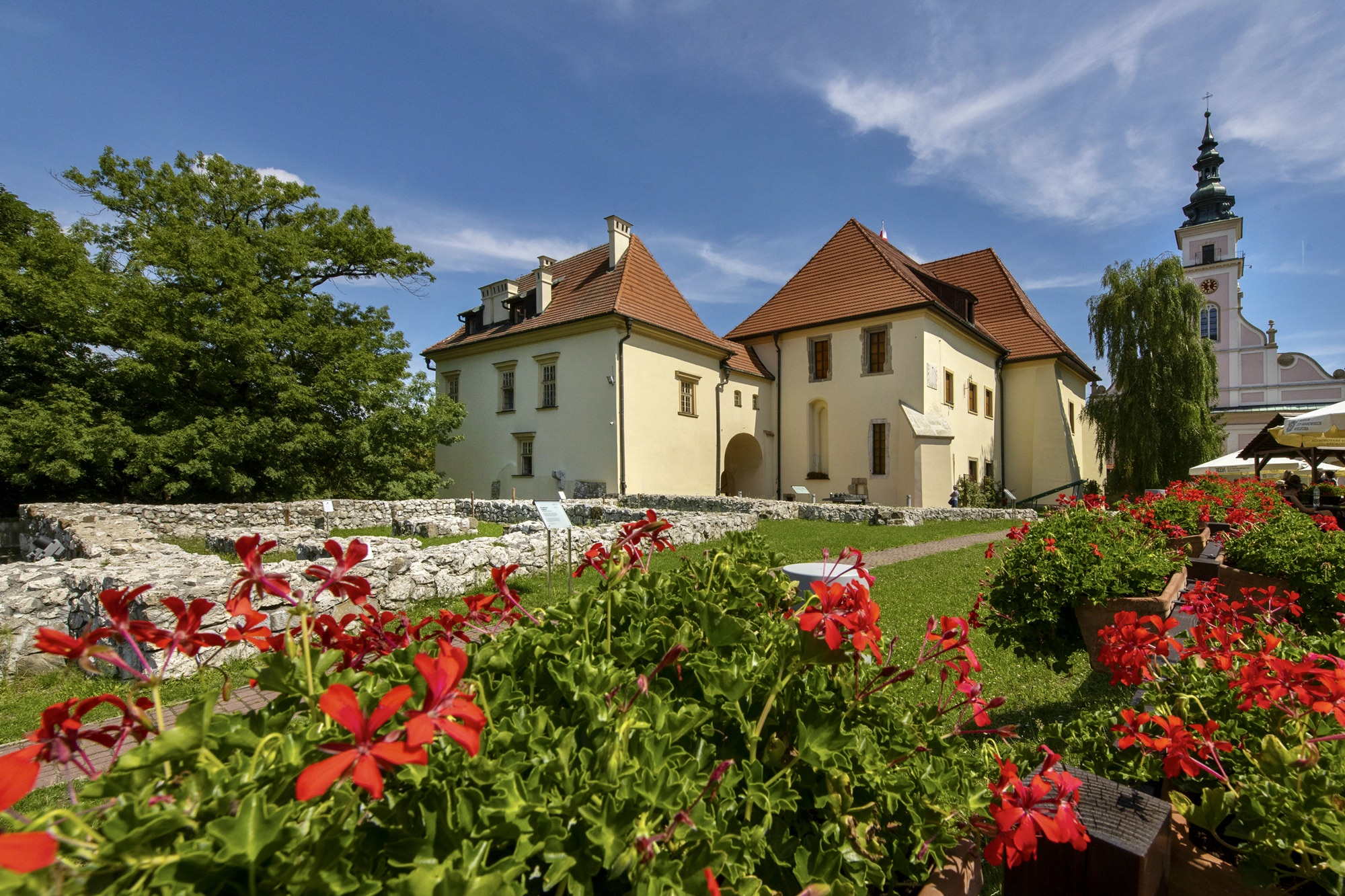
Zamek Żupny od strony dziedzińca
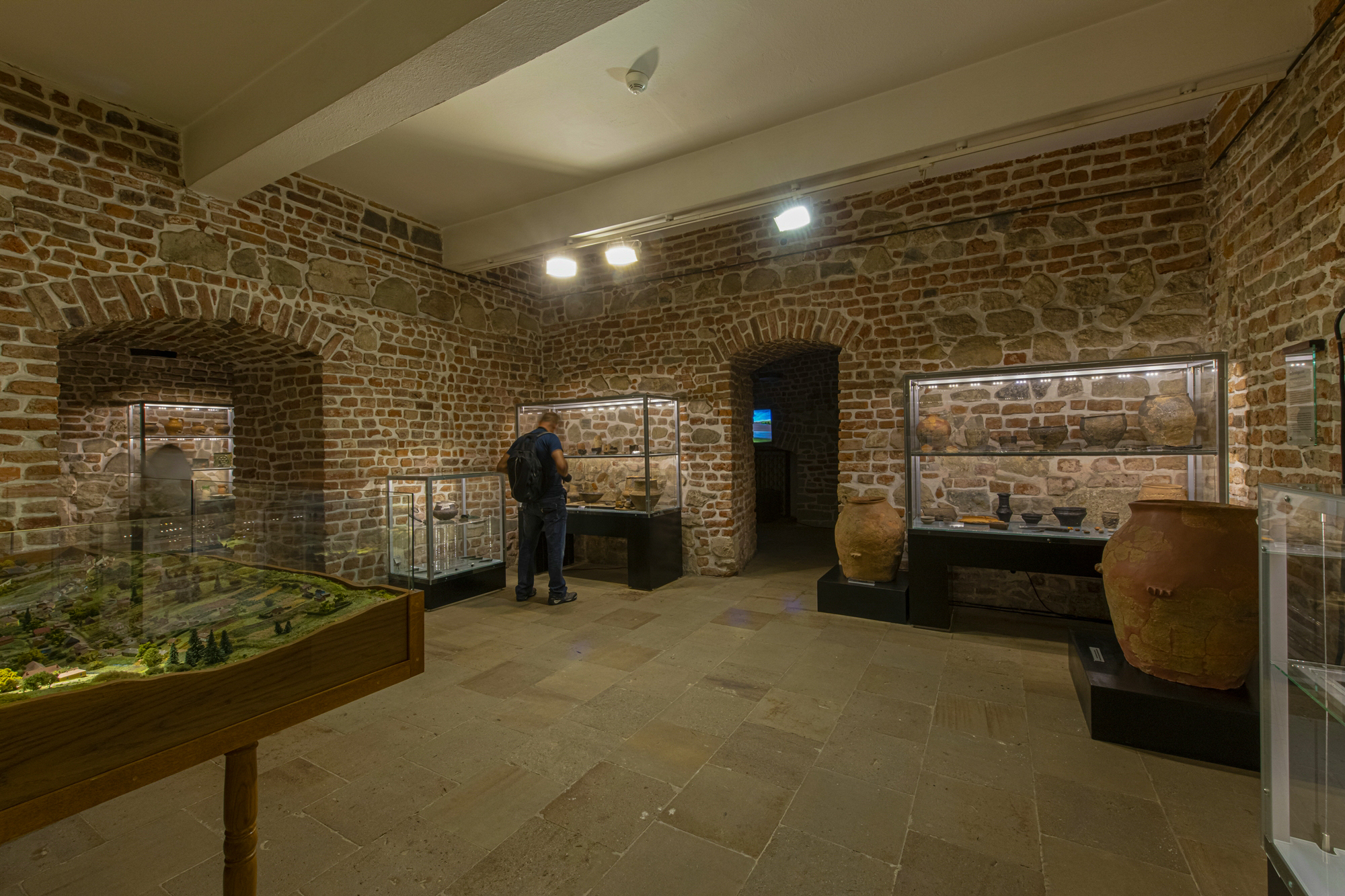
Wystawa archeologiczna w Zamku Żupnym

- Kościół św. Klemensa – klasycystyczny kościół wzniesiony z fundacji mieszczan w 1381. W tym stanie przetrwał do 1786. Obecny kształt kościoła pochodzi z XIX w., ale w kościele są również starsze elementy, z XIII i XIV w. Zachowała się XVII-w. kaplica grobowa Morsztynów, zdobiona stiukami włoskiego artysty Baltazara Fontany z 1693. Obok kościoła znajduje się wolno stojąca dzwonnica, ufundowana przez Jana III Sobieskiego po pogromie nad Turkami w XVII w. Dzwonnica została zaprojektowana przez włoskiego architekta Marcina Pellegriniego. Jej budowę ukończono w 1699[wymaga weryfikacji?].
- Zespół Kościelno-Klasztorny oo. Franciszkanów-Reformatów – pierwsza murowana świątynia małopolskiej prowincji reformatów, wybudowana w I poł. XVII w. Ufundowana przez Zygmunta III Wazę w celu obrony przed innowiercami, głównie arianami zamieszkującymi miasto i okolice. Usytuowany na południe od rynku. W kościele mieści się Sanktuarium Matki Boskiej Łaskawej Księżnej Wieliczki oraz Sługi Bożego Brata Alojzego Kosiby, związanego przez część swojego życia z Klasztorem. W ogrodach klasztornych mieści się kaplica – kopia Porcjunkuli.
- Kościół św. Sebastiana – modrzewiowy kościółek zbudowany w 1582, a w 1598 nastąpiła jego konsekracja przez kardynała Jerzego Radziwiłła. Wnętrze kościółka zdobią unikatowe witraże krakowskiej firmy Żeleńskiego według projektu Stanisława Matejki oraz polichromia wykonana przez Włodzimierza Tetmajera w 1906.
- Pałac Konopków – powstał w latach 80. XVIII w., został wzniesiony z inicjatywy Jana i Piotra Konopków. W czasach PRL-u znajdowała się w nim biblioteka publiczna do czasu katastrofy budowlanej. Obecnie wyremontowany i jest siedzibą IPN-u.
- Pałac Przychockich – zbudowany w XVIII w. Obecnie mieści się tam szkoła zawodowa.
- Wielicki Magistrat – został zbudowany w stylu tzw. neogotyku angielskiego na miejscu starego cmentarza i kościoła św. Ducha.
- Budynek szpitala salinarnego z lat 1838–1839.
- Sztygarówka – jest neogotyckim gmachem wzniesionym na cześć Franciszka Józefa I w 1898 z okazji 50. rocznicy objęcia przez niego cesarskiego tronu.
- Dom salinarny markszajderów
- Parki
  - Park miejski im. Adama Mickiewicza z XVIII w.
  - Park św. Kingi z II poł. XVIII w., dawny park sanatoryjny
  - Park Stok pod Baranem
- Rynki
  - Rynek Górny – zabudowa wokół rynku powstała na kanwie średniowiecznego układu szachownicowego, z malowidłem 3D – Solne Miasto.
  - Rynek Dolny (Rynek Solny, zwany też Oberżyskiem – niegdyś służył jako miejsce handlu solą. Jest przy nim główne wejście do Szybu Regis)
- Pomnik Adama Mickiewicza – ufundowany w XX w. i ustawiony w parku Mickiewicza. W latach 40. XX w. przeniesiony na wielickie planty w centrum miasta.
- Pomnik Odrodzenia Polski – odsłonięty 3 maja 2015 r., będący połączeniem pomnika Wolnej Polski z 1918 r. i zrekonstruowanego pomnika Pamięci Poległych Wieliczan 1914-20 z 1926 r. Znajduje się na wielickich plantach obok budynku Urzędu Miasta i Gminy Wieliczka
- Synagogi – w mieście mieszkało dużo Żydów, w szczególności w dzielnicy Klasno. Obecnie żadna z synagog nie spełnia funkcji religijnej.
  - Stara Synagoga w Wieliczce
  - Synagoga w Wieliczce
  - Żydowska modlitewnia w Wieliczce
- Obiekty historyczne
  - Kościół św. Krzyża z XII w.
  - Kościół i szpital św. Ducha z XIII w.
  - Cmentarz komunalny
  - Turówka (obecnie odbudowana, służy jako hotel[61])

### Zieleń miejska
| Rodzaj                       | Powierzchnia |
| ---------------------------- | ------------ |
| Parki spacerowo-wypoczynkowe | 23,9 ha      |
| Zieleńce                     | 31 ha        |
| Zieleń uliczna               | 4,7 ha       |
| Tereny zieleni osiedlowej    | 79,7 ha      |
| Lasy gminne                  | 34 ha        |
| Zieleń cmentarna             | 6,5 ha       |

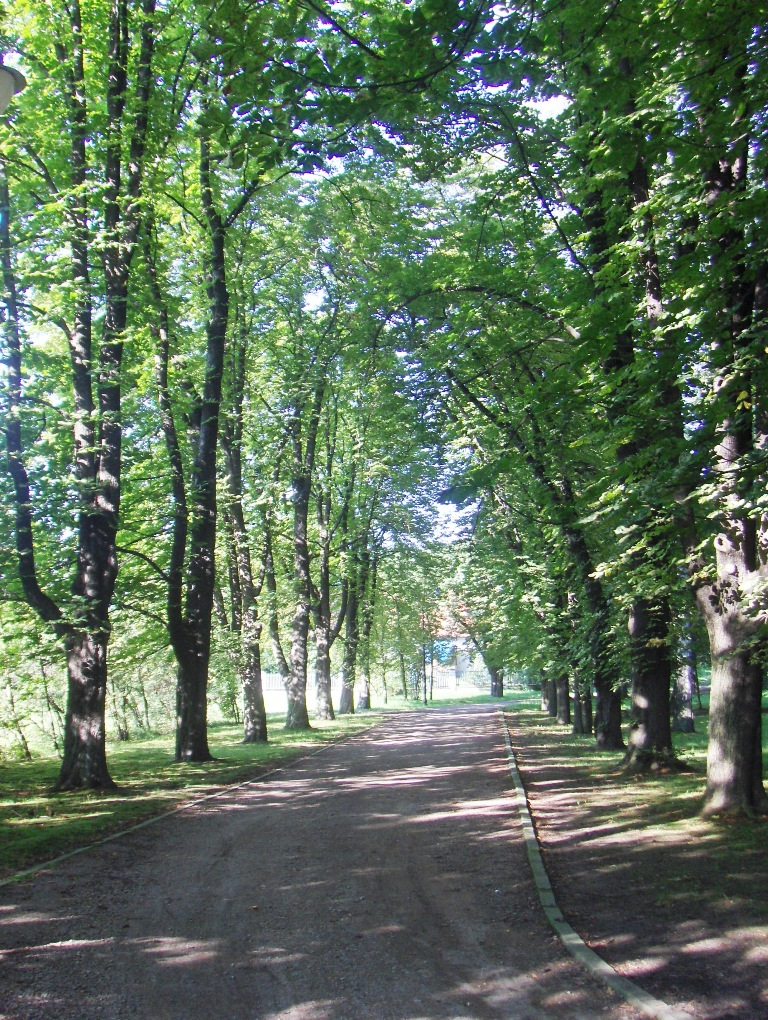
Park Adama Mickiewicza

Parki, zieleńce i tereny zieleni osiedlowej na obszarze miasta zajmują razem 152 ha. Wieliczka ma trzy parki:
- W parku Adama Mickiewicza jest staw, w którym żyją szczeżuje. Park ma drzewostan mieszany, w którym znaczną część stanowią stuletnie drzewa. W parku żyją również ważki, kokoszki oraz wiele gatunków ptaków. Poddany rewitalizacji.
- W parku św. Kingi znajdują się Szyb Daniłowicza oraz dwa stawy.
- W parku Stok pod Baranem istnieją: staw, dwa boiska do koszykówki i piłki nożnej, ławki, leżaki, altanki, tarasy widokowe, siłownie plenerowe, stół do ping ponga.

Innymi terenami zielonymi są:
- Ogród Żupny na szlaku turystycznym między kopalnią a centrum miasta został zrekonstruowany w latach 1993–1995. Odtworzony ogród składa się z dwóch tarasów: ogrodu dolnego (złożonego z czternastu kwater centralnych i dwóch bocznych) oraz ogrodu wyższego.
- Aleja Jana Pawła II została utworzona w 1992. Jest to trakt łączący kopalnie soli z centrum Wieliczki. Graniczy ona z ogrodem Żupnym.

## Gospodarka

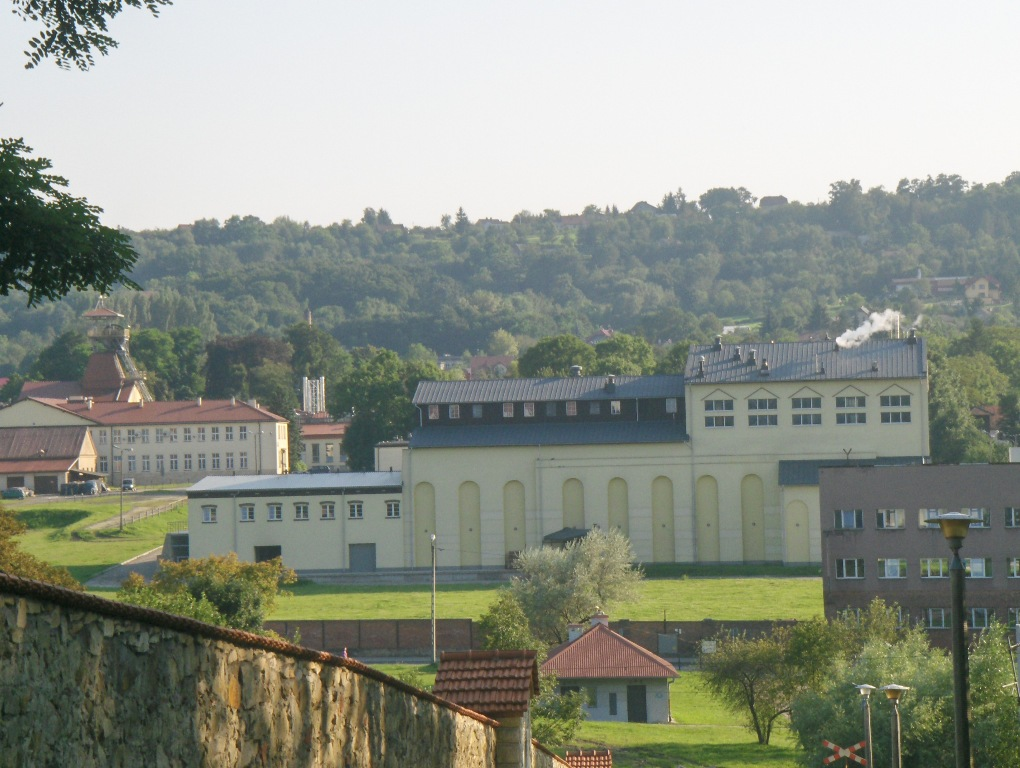
Warzelnia soli i szyb św. Kingi

Wieliczka od średniowiecza stanowiła ośrodek wydobywczy. W XVI w. stała się największym miastem przemysłowym na terenie Polski. Potop szwedzki spowodował schyłek gospodarczego rozwoju miasta. Znaczenie gospodarcze Wieliczki malało wraz ze spadkiem ceny soli .
Rynek pracy tworzą zakłady przemysłowe, przedsiębiorstwa produkcyjno-usługowe, usługi (handel, gastronomia itd.) oraz instytucje i urzędy publiczne. Wiele osób mieszkających w mieście dojeżdża do pracy do Krakowa, dlatego rozwinął się sektor transportowy. Rozwój strefy handlowo-usługowej związany jest z popytem wewnętrznym oraz ruchem turystycznym na terenie miasta. Wieliczka dysponuje sporą ilością wolnych terenów, które mogą być wykorzystane pod inwestycje przemysłowe, wszelkiego rodzaju usługi, budownictwo mieszkaniowe oraz rozwój infrastruktury turystyczno-rekreacyjnej. W Wieliczce produkowane są meble, wyposażenie domowe, produkty spożywcze, systemy grzewcze. Jedną z większych fabryk na terenie miasta jest Herz.
Barierą rozwoju miasta jest niewystarczająca baza gastronomiczna, w skład której wchodzą restauracje, kawiarnie, bary, piwiarnie, jadłodajnie i fast-foody. W okresie letnim otwierane są smażalnie, ogródki gastronomiczne.
Miasto pełni funkcje lokalnego ośrodka administracyjnego, finansowego, oświatowego oraz centrum opieki zdrowotnej, co związane jest z bliskością Krakowa. Mieszczą się w nim placówki użytku publicznego, m.in. urząd skarbowy, oddział IPN. W Wieliczce mieści się 6 banków, 4 placówki pocztowe, kilka agencji ubezpieczeniowych, targowisko miejskie, dom handlowy, kilka dyskontów spożywczych oraz wiele lokali handlowo-usługowych skupionych przy ulicach Starego Miasta. Wieliczka jest ośrodkiem usługowym dla mieszkańców powiatu i turystów.
W mieście działa 3137 podmiotów gospodarczych, z czego 3083 stanowią firmy z sektora prywatnego (2011). W mieście najwięcej przedsiębiorstw, 936, związanych jest z handlem detalicznym (PDK sekcja G) (2011). Druga pod względem wielkości grupa z branży usług profesjonalnych, naukowych liczy 358 przedsiębiorstw (PDK sekcja M). Działalność prowadzi 36 spółek handlowych z udziałem kapitału zagranicznego (2011).
Na terenach gminy i miasta działa Wielicka Strefa Aktywności Gospodarczej o powierzchni 250 ha.

### Gospodarka komunalna
97,5% mieszkańców Wieliczki korzysta z sieci wodociągowej, 81,5% z sieci kanalizacyjnej, 84,9% z sieci gazowej (2011). Przeciętny mieszkaniec Wieliczki w 2011 zużył 35,2 m³ wody z wodociągów, 1329,9 kWh energii elektrycznej, 271,3 m³ gazu z sieci.
Zakład Gospodarki Komunalnej w Wieliczce jest spółką komunalną gminy Wieliczka, która zajmuje się m.in. dostawą wody i odprowadzaniem ścieków, gospodarką odpadami komunalnymi, utrzymaniem zieleni (parki, skwery), toalet miejskich i obiektów rekreacyjno-sportowych. Odpady komunalne wywożone są na składowisko odpadów Barycz w Krakowie.
W Wieliczce jest 6991 mieszkań, 97,7% z nich ma dostęp do wodociągów, a 76,8% – centralne ogrzewanie (2008). Przeciętna powierzchnia użytkowa wielickiego mieszkania to 75,7 m², a 27,4 m² przypadało na 1 mieszkańca.
Miasto nie ma wystarczających zasobów mieszkaniowych, jednak (od 2008) zarezerwowano na inwestycje w mieszkania socjalne po 2 mln zł z rocznego budżetu.

### Instytucje i urzędy

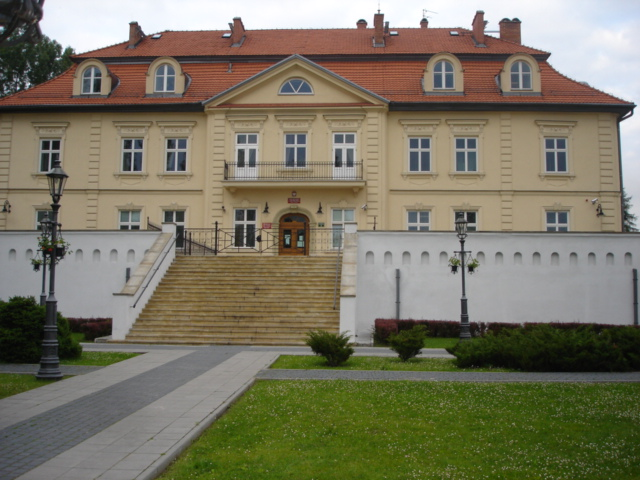
Instytut Pamięci Narodowej w pałacu Konopków

W Wieliczce nie ma instytucji publicznych o zasięgu subregionalnym, co spowodowane jest bliskością Krakowa. Mieszczą się w nim natomiast instytucje powiatowe (Starostwo Powiatowe, Powiatowy Inspektorat Weterynarii, Sanepid, Urząd Pracy), a także Urząd Skarbowy, Sąd i Prokuratura Rejonowa, oddział Instytutu Pamięci Narodowej oraz Urząd Miasta i Gminy Wieliczka i kilka placówek Poczty Polskiej. Obszar miasta podlega Nadleśnictwu Niepołomice.

## Transport

### Transport drogowy
W pobliżu Wieliczki przebiega autostrada A4. Kolejną drogą jest przebiegająca przez miasto droga krajowa nr 94. Szlakiem komunikacyjnym jest droga wojewódzka nr 964, będąca alternatywą dla Zakopianki oraz połączeniem z miejscowościami Kotliny Sandomierskiej. Droga wojewódzka nr 966 jest alternatywą dla drogi krajowej nr 94 łączącą Wieliczkę z Nowym Sączem czy Krynicą.

### Transport kolejowy

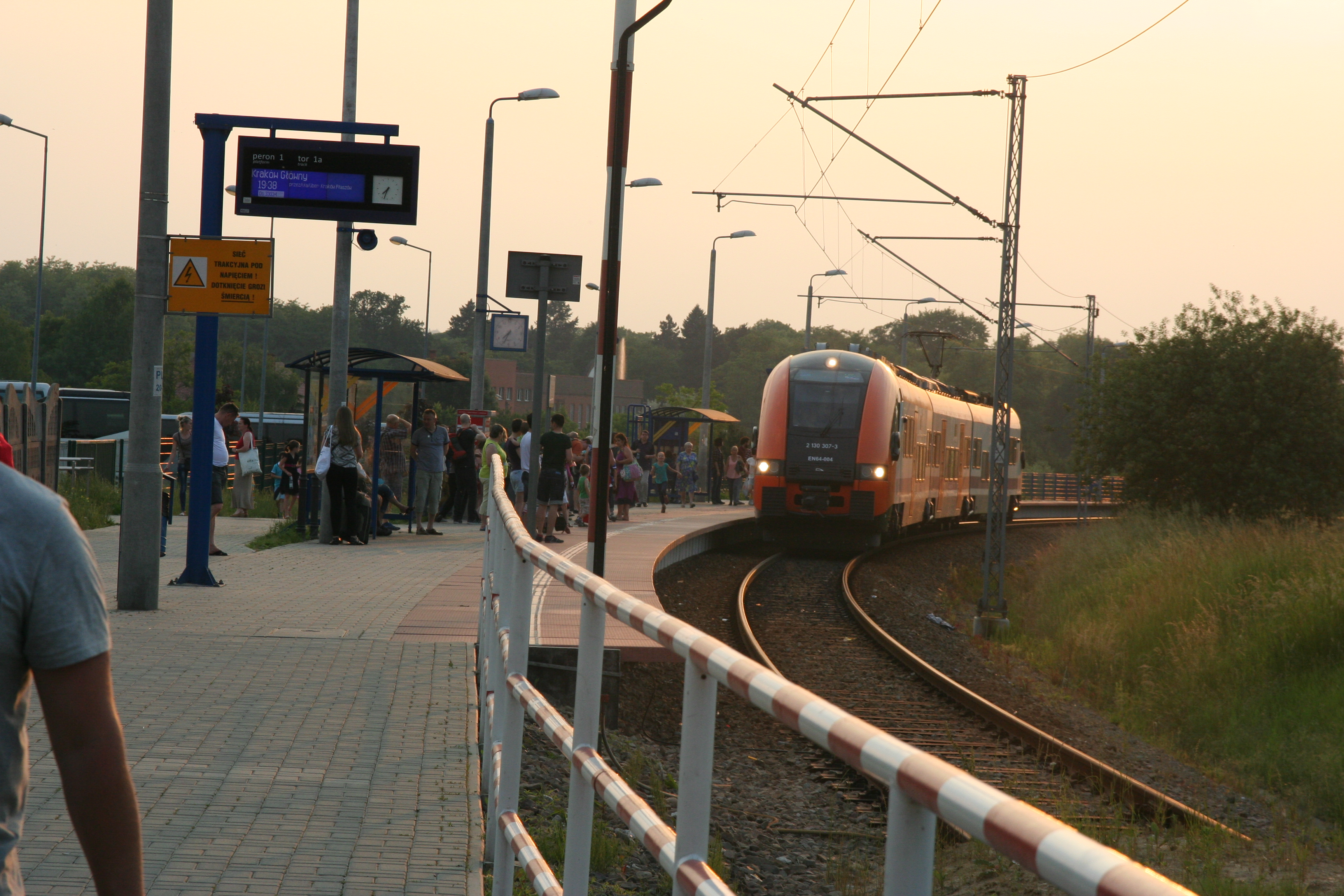
Skład Kolei Małopolskich, przystanek Wieliczka Rynek-Kopalnia

Przez miasto przebiega również linia kolejowa nr 109, łącząca Wieliczkę z Krakowem oraz Oświęcimiem. Połączenie z Krakowem na odcinku do Krakowa Bieżanowa zapewnia tylko jeden tor. Linia była dawniej używana także do transportowania soli z pobliskiej warzelni. W Wieliczce istnieją stacja i dwa przystanki kolejowe: wyremontowana w 2012 stacja kolejowa z czasów austriackich (Wieliczka Park, peron z dwoma torami przystosowanymi do obsługi ruchu pasażerskiego) oraz dwa przystanki: położony w samym centrum Wieliczka Rynek-Kopalnia (jeden ślepy tor) oraz nowy przystanek Wieliczka Bogucice zlokalizowany przy ul. Winnickiej. Dawniej istniała jeszcze jedna stacja, lecz została zlikwidowana (Wieliczka Towarowa). Od 14 grudnia 2014 do Wieliczki kursują składy Kolei Małopolskich w relacji Wieliczka Rynek–Kopalnia – Kraków Główny, a od września 2015 pociągi dojeżdżają do lotniska w podkrakowskich Balicach, tworząc pierwszą linię Szybkiej Kolei Aglomeracyjnej. Pociągi linii SKA1 kolei małopolskich kursują przez większą część dnia co 30 minut. W okresie letnim (sobota-niedziela) kursowały zabytkowy pociąg elektryczny z czasów powojennych oraz lokomotywa parowa z czasów zaborów, która ciągnęła zabytkowe wagony. Obecnie pociąg retro nie jest uruchamiany. Pociągi te pochodziły ze skansenu w Chabówce.

### Transport autobusowy
W Wieliczce nie zatrzymują się autobusy pośpieszne kursujące na trasie Kraków – Tarnów, co jest sporym utrudnieniem dla turystów i miejscowych (konieczność korzystania z przystanku w Krakowie). Nieliczne przystanki PKS obsługują znikomą liczbę połączeń przelotowych, głównie w kierunku Limanowej. Do początku lat 90. XX w. w Wieliczce istniał dworzec autobusowy obsługujący lokalne połączenia.

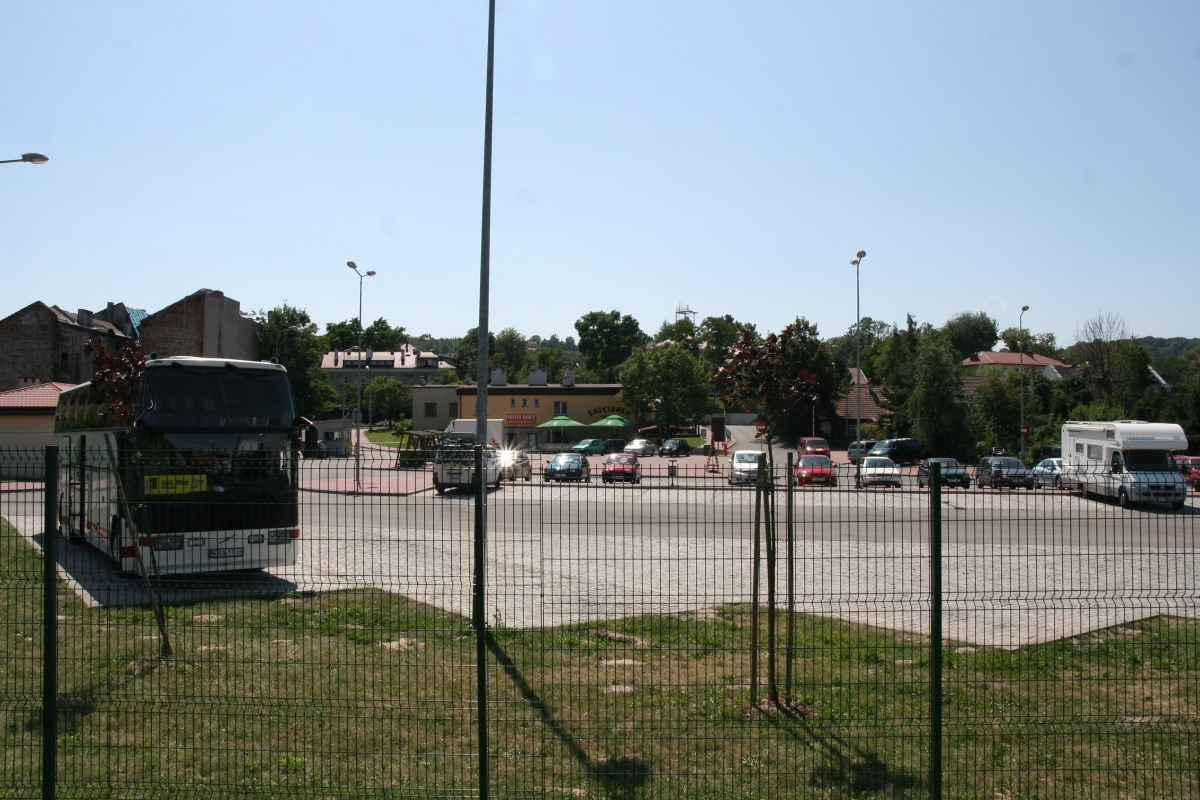
Parking miejski przy węźle przesiadkowym „Wieliczka Centrum” ul. Dembowskiego 7B

Miasto ma rozwiniętą komunikację minibusową, obsługującą zarówno połączenia lokalne (Kraków, Gdów, Niepołomice, Biskupice, Dobczyce), jak i dalsze (Limanowa, Bochnia, Brzesko).
W ramach projektu zintegrowanej komunikacji w aglomeracji krakowskiej, na terenie gminy Wieliczka uruchomiono Małopolskie Linie Dowozowe (MLD), które dowożą mieszkańców z gminy i okolic do stacji Wieliczka Rynek-Kopalnia. Mogą oni na podstawie jednego biletu dojechać autobusem do Wieliczki, a następnie przesiąść się na pociąg do Krakowa.
Trasy autobusów:
A2 Wieliczka Centrum Dworzec – Byszyce Pętla – Myślenice Dworzec Autobusowy
A6 Wieliczka Centrum Dworzec – Hucisko I – Łapanów Rynek
A8 Wieliczka Centrum Dworzec – Raciborsko Podedwór – Dobczyce Witosa (pętla)
A9 Wieliczka Centrum Dworzec – Limanowa Zygmunta Augusta
A16 Wieliczka Centrum Dworzec – Koźmice Małe – Byszyce Pętla – Myślenice Dworzec Autobusowy
A17 Wieliczka Centrum Dworzec – Biskupice OSP – Grajów V Boisko – Pogorzany Diabli Kamień
A18 Niepołomice Dworzec –  
Czarnochowice – Wieliczka Centrum Dworzec – Siedlec Centrum
A19 Olszowice Pętla – Wieliczka Centrum Dworzec – Szczytniki VIII

### Komunikacja miejska
Linie autobusowe kursujące do Miasta i Gminy Wieliczka w ramach komunikacji aglomeracyjnej obsługiwane są przez MPK Kraków:
204 Wieliczka Miasto – Czerwone Maki P+R
214 Podstolice Centrum / Grabówki Pętla – Borek Fałęcki
221 Niepołomice Dworzec – Grabie – Brzegi Pętla – Mały Płaszów P+R
224 Wieliczka Miasto – Centrum JP II
234 Węgrzce Wielkie Pętla – Nowy Bieżanów Południe
244 Wieliczka Miasto – Nowy Bieżanów Południe
254 Grabówki Pętla / Golkowice Pętla – Borek Fałęcki
264 Grabie Kościół – Brzegi – Mały Płaszów P+R
274 Trąbki P+R – Wieliczka – Podgórze SKA
284 Wieliczka Centrum (węzeł przesiadkowy) – Nowy Bieżanów Południe
301 Niepołomice Dworzec – Wieliczka – Nowy Kleparz (linia przyśpieszona aglomeracyjna)
304 Wieliczka Miasto – Dworzec Główny Zachód (linia przyśpieszona aglomeracyjna)
804 Wieliczka Miasto – Cmentarz Batowice (linia cmentarna, uruchamiana w okresie Wszystkich Świętych)
904 Wieliczka Miasto – Prądnik Biały (linia nocna aglomeracyjna)
Linie autobusowe kursujące na terenie Miasta i Gminy Wieliczka w ramach wielickiej komunikacji miejskiej obsługiwane są przez WST – Wielicką Spółkę Transportową:
B2 Wieliczka Centrum (węzeł przesiadkowy) – Węgrzce Wielkie – Brzegi Pętla
D2 Wieliczka Centrum (węzeł przesiadkowy) – Grajów V Boisko / Dobranowice Szkoła
G3 Wieliczka Centrum (węzeł przesiadkowy) – Golkowice
G4 Wieliczka Centrum (węzeł przesiadkowy) – Śledziejowice – Brzegi Pętla
J1 Wieliczka Centrum (węzeł przesiadkowy) – Janowice Szkoła
L1 Wieliczka Centrum (węzeł przesiadkowy) – Lednica Górna I
P2 Wieliczka Centrum (węzeł przesiadkowy) – Podstolice Centrum
R2 Wieliczka Centrum (węzeł przesiadkowy) – Jankówka Skrzyżowanie
W1 Wieliczka Centrum (węzeł przesiadkowy) – Mała Wieś – Węgrzce Wielkie Pętla
Z1 Wieliczka Centrum (węzeł przesiadkowy) – Sułków – Węgrzce Wielkie Pętla
Gminne Linie Komunikacyjne kursujące na terenie Miasta i Gminy Wieliczka, których organizatorem jest Gmina Biskupice:
BIS1 Wieliczka Centrum (węzeł przesiadkowy) –  Sławkowice V
BIS2 Wieliczka Centrum (węzeł przesiadkowy) –  Zabłocie III

### Punkt obsługi pasażerskiej „Wieliczka Centrum” wraz z budynkiem dworca
„Wieliczka Centrum” (ul. Dembowskiego 7B) – węzeł przesiadkowy gminy Wieliczka z wielkim dworcem, parkingiem, wiatami rowerowymi oraz przystankami autobusowymi przy stacji kolejowej „Wieliczka Rynek-Kopalnia”. W budynku wielickiego dworca autobusowo-kolejowego znajdują się część pasażerska, m.in. z poczekalnią i zapleczem sanitarnym (na parterze) oraz biura dla obsługi dworca, sale dla kierowców autobusów i inne pomieszczenia administracyjne (na wyższych kondygnacjach), a także punkt informacji turystycznej i punkt informacji komunikacyjnej. Obiekt stylizowany na neoklasyczny, powstał w całości według zaleceń wojewódzkiego konserwatora zabytków. W tym miejscu znajduje się początkowa stacja kolejowa Wieliczka – Kraków, stacja początkowa linii wielickiej komunikacji miejskiej, komunikacji aglomeracyjnej oraz linii autobusów kolejowych. Ponadto, w pobliżu znajdują się przystanki autobusów aglomeracyjnych łączących Wieliczkę z Krakowem.

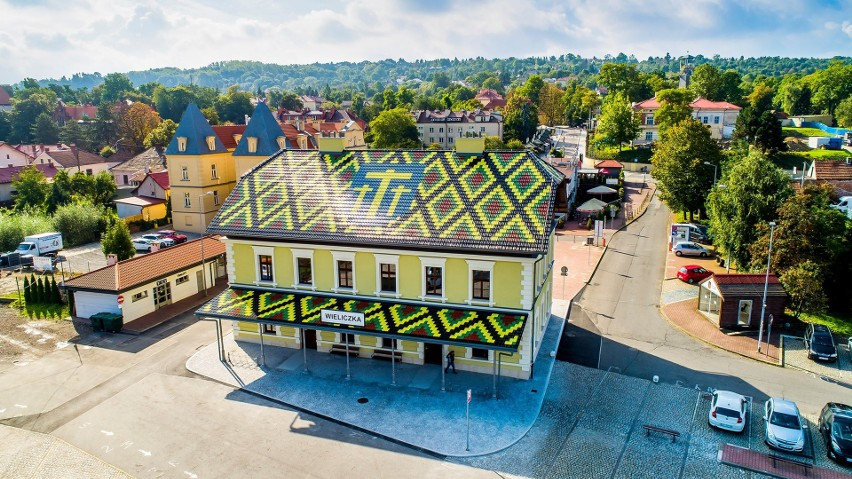
Dworzec autobusowo-kolejowy „Wieliczka Centrum” (węzeł przesiadkowy) ul. Dembowskiego 7B

### Inne
W centrum miasta jest postój taksówek. Istnieją parkingi dla autokarów z Polski i z zagranicy oraz sieć parkingów dla mieszkańców na terenie całego miasta. W centrum znajduje się Strefa Płatnego Parkowania. Została ustanowiona w 2008. Najbliższym portem lotniczym jest krakowskie lotnisko Balice.

## Oświata
Pierwsze szkoły zakładali koloniści niemieccy z językami wykładowymi niemieckim oraz polskim. Taka szkoła świecka powstała prawdopodobnie w XIII w. Przy kościele parafialnym istniały szkoła dla kleryków oraz szkoła parafialna w obu stopniach, czyli: trivium i quadrivium. Prawdopodobnie założyli ją Benedyktyni. Z tej szkoły wywodzili się sławni ludzie, np. Joannes Viliscus, Jan Karcaw. W XVII w. szkolnictwo zaczęło upadać z powodu odsunięcia się innowierców od korzystania ze szkół. Za czasów austriackich szkoły wielickie podlegały Galicyjskiej Komisji Szkolnej.
Obecnie Wieliczka to lokalne centrum oświaty dla dzieci i młodzieży z Wieliczki i ościennych wsi. Studenci którzy mieszkają w Wieliczce dojeżdżają na uczelnie do Krakowa. Wykaz szkół znajdujących się w mieście:
Żłobki
- Samorządowy Żłobek nr 1

Przedszkola

- Samorządowe Przedszkole nr 1
- Samorządowe Przedszkole nr 2
- Samorządowe Przedszkole nr 3
- Samorządowe Przedszkole nr 4
- Samorządowe Przedszkole nr 6

- Samorządowe Przedszkole nr 5 im. Brata Alojzego Kosiby
- Prywatne Przedszkole „Dziecięce Fantazje”
- Prywatne Przedszkole „Tuptusie”
- Niepubliczne Centrum Edukacji Przedszkolnej Junior Punkt

Szkoły podstawowe

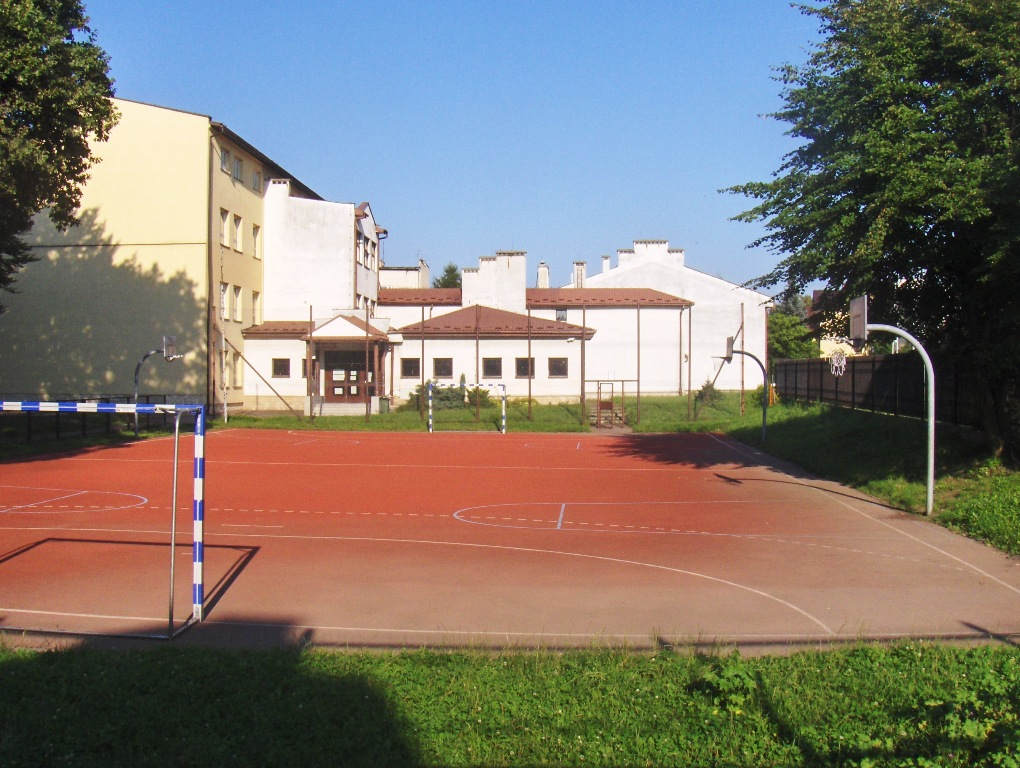
Szkoła Podstawowa nr 2

- Samorządowa Szkoła Podstawowa nr 1 im. Kazimierza Wielkiego
- Samorządowa Szkoła Podstawowa nr 2 im. Tadeusza Kościuszki
- Samorządowa Szkoła Podstawowa nr 3 im. Mikołaja Kopernika
- Samorządowa Szkoła Podstawowa nr 4 im. E.J. Jerzmanowskiego
- Samorządowa Szkoła Podstawowa nr 6
- Niepubliczna Szkoła Podstawowa Montessori w Wieliczce

Szkoły ponadpodstawowe
- Liceum Ogólnokształcące im. Jana Matejki
- Powiatowe Centrum Kształcenia Zawodowego i Ustawicznego im. Edwarda Dembowskiego (dawniej Zespół Szkół Zawodowych)
- Prywatne Liceum Ogólnokształcące Franciszkanów – kolegium pw. św. Antoniego z Padwy.

Szkoły specjalne
- Zespół Szkół im. Brata Alojzego Kosiby działają:
  - Szkoła Podstawowa nr 5 Specjalna
  - Szkoła Specjalna Przysposabiająca do Pracy

Szkoły sportowe
- Zespół Szkół Mistrzostwa Sportowego działają:
  - Szkoła Podstawowa  Mistrzostwa Sportowego
  - Liceum Ogólnokształcącego Mistrzostwa Sportowego

Szkoły muzyczne
- Zespół Szkół Muzycznych działają:
  - Szkoła Muzyczna I stopnia
  - Szkoła Muzyczna II stopnia

Szkoły dla dorosłych
- Prywatne Szkoły Zaoczne mgra Stefana Kwietniowskiego działają:
  - Liceum Ogólnokształcące
  - Szkoły Policealne

## Kultura
Centrum Kultury i Turystyki to gminna instytucja kultury istniejąca od 1 lutego 2006, której organizatorem jest Gmina Wieliczka. Centrum realizuje zadania w dziedzinach wychowania, edukacji i upowszechniania kultury. Propaguje miasto jako atrakcyjną miejscowość wypoczynkową, podkreślając jej walory kulturowe i turystyczne. Prowadzi Punkt Informacji Turystycznej i Kulturalnej.
W ofercie programowej znajdują się całoroczne zajęcia stałe i cykliczne oraz imprezy okazjonalne. CKiT jest organizatorem koncertów, turniejów, konkursów, przeglądów, wernisaży i wystaw, spektakli teatralnych, konfrontacji artystycznych. Realizuje Dni Świętej Kingi, patronki górników i Kopalni Soli, która stała się symbolem święta Wolnego Królewskiego Górniczego Miasta Wieliczki. Patronuje najstarszemu wielickiemu chórowi, Towarzystwa Śpiewniczego Lutnia, który powstał w 1872.
Urząd Miasta i Gminy razem z działem regionalnym Biblioteki Powiatowej w Wieliczce organizuje cykliczne spotkania „Wieliczka – wieliczanie”. Prezentowani są ludzie, instytucje, miejsca i zabytki związane z historią Ziemi Wielickiej.
Tradycyjną postacią pojawiającą się w Poniedziałek Wielkanocny na terenie Wieliczki jest Siuda Baba.
Dni Świętej Kingi – Rokrocznie w lipcu odbywa się święto ku czci patronki górników św. Kingi. Obchody rozpoczynają się barwnym korowodem z udziałem samorządowców, zespołów, sportowców, stowarzyszeń i mieszkańców Wieliczki. Przez cały weekend na uczestników imprezy czeka szereg atrakcji, między innymi konkursy z nagrodami, występy zespołów folklorystycznych oraz zespołów wielickiej sceny muzycznej. Dni św. Kingi to również okazja by posłuchać największych gwiazd polskiej piosenki. W Wieliczce gościli m.in. Bajm, Perfect, Budka Suflera, Bracia, Maryla Rodowicz, Marika.
Dniom św. Kingi towarzyszą zawody wędkarskie, zawody sportowe, różnego rodzaju turnieje, akcje charytatywne. Dodatkowymi atrakcjami są wesołe miasteczko oraz liczne stoiska gastronomiczne i handlowe. Zwieńczeniem sobotniej zabawy jest widowiskowy pokaz sztucznych ogni.

### Biblioteka

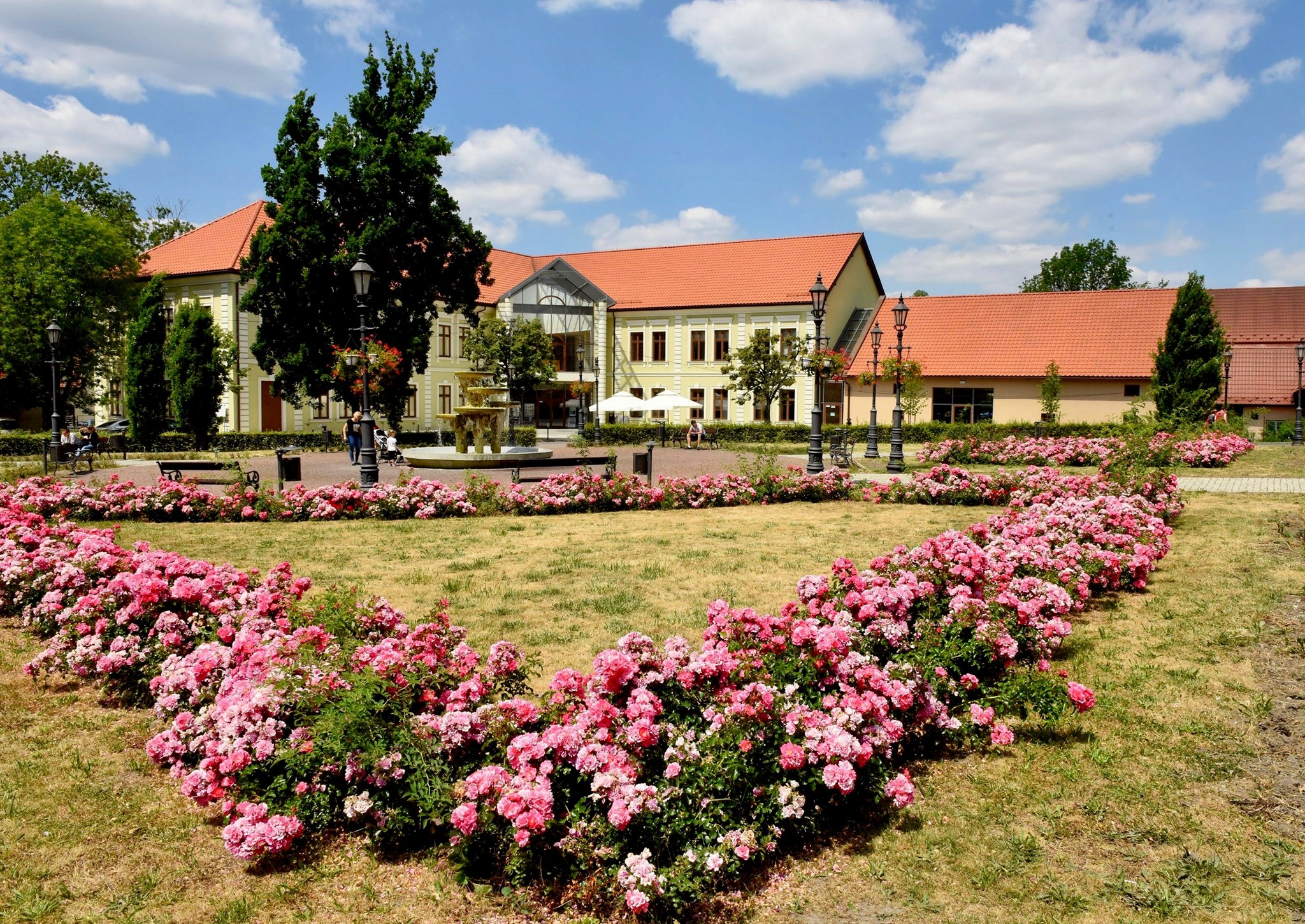
Wielicka Mediateka – siedziba miejskiej biblioteki oraz kina

Biblioteka wielicka, od 2020 pod nazwą Mediateka - Biblioteka Miejska w Wieliczce, została utworzona w 1945. Jej zadaniem jest udostępnianie czytelnikom książek na terenie Wieliczki oraz całego powiatu. Wielicka biblioteka jest całkowicie zinformatyzowana. Ma system komputerowy, który ułatwia katalogowanie, ubytkowanie i wypożyczanie książek. Księgozbiór głównej wypożyczalni zawiera ok. 52 000 woluminów, a w czytelni ok. 10 900 woluminów. Biblioteka udostępnia także elektroniczny katalog pozycji na stronie internetowej. Znajdują się w niej następujące działy: literatury dziecięcej, popularnonaukowej, pięknej, gromadzenia zbiorów regionalnych, czytelnia tradycyjna i komputerowa. Na terenie miasta znajdują się 2 filie biblioteczne, a na obszarze całej gminy 6. W 2019 roku Wielicka biblioteka przeprowadziła się do nowo wybudowanego budynku, zwanego Wielicką Mediateką (biblioteka, kino, sale dydaktyczne) przy Placu Mieczysława Skulimowskiego 3.

### Kino
W mieście działa kino Mediateka w Wielickiej Mediatece przy Placu Mieczysława Skulimowskiego 3 (należące do spółki gminnej Solne Miasto).

### Muzea

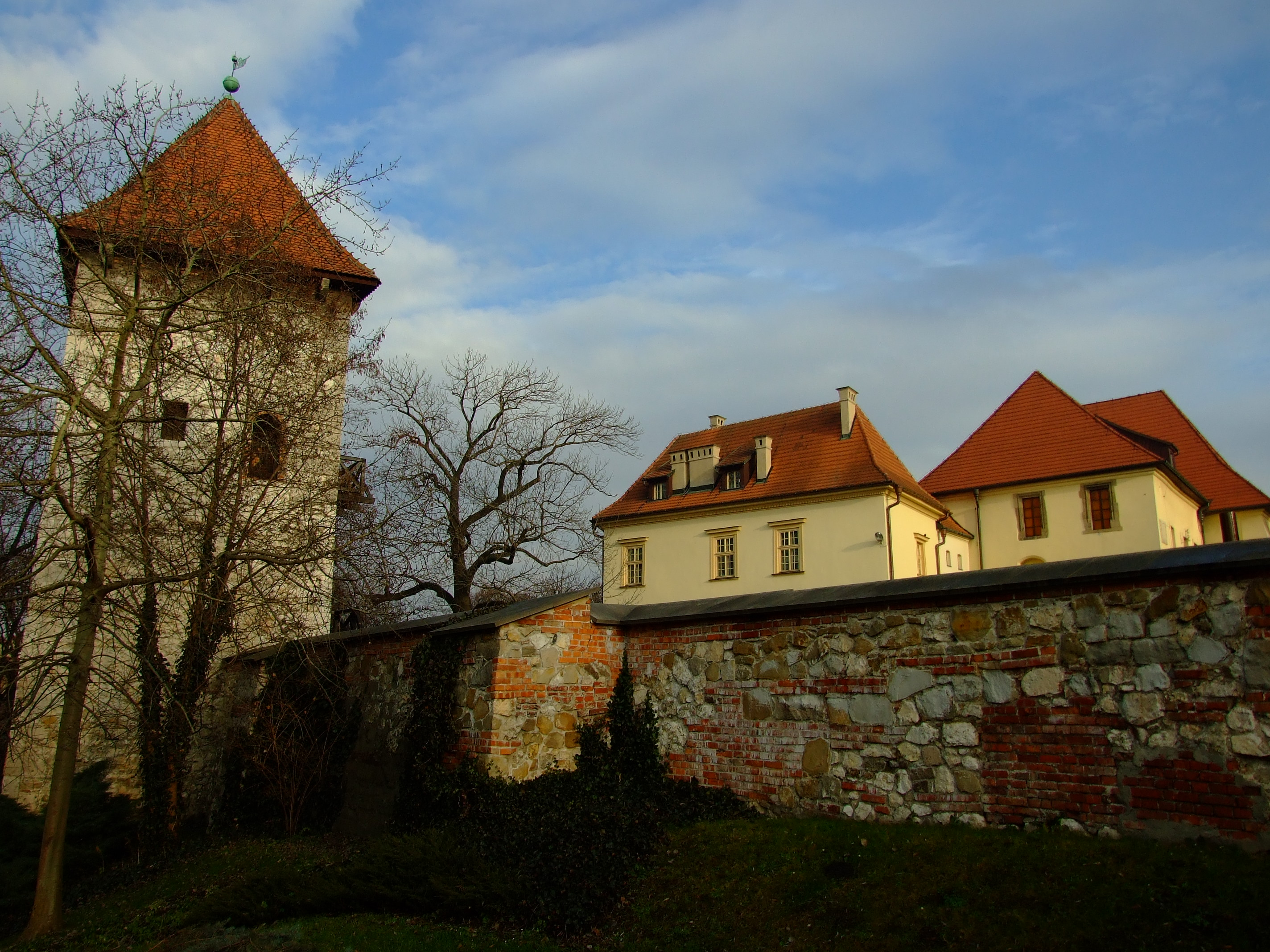
Zamek Żupny

Muzeum Żup Krakowskich Wieliczka jest jednym z największych muzeów górniczych Europy, jednym z 17 muzeów centralnych, podległych Ministerstwu Kultury i Dziedzictwa Narodowego. Muzeum powstało dzięki idei Alfonsa Długosza, który angażując się w działalność edukacyjną wśród górników zauważył postępujące niszczenie podziemnych zabytków, co zdeterminowało go do ratowania kopalni. Muzeum skompletowało unikalną w skali światowej kolekcję drewnianych machin wyciągowych, tzw. kieratów, których elementy znaleziono w samej kopalni. Oprócz tego udało się odnaleźć inne maszyny i przedmioty służące do transportu pozyskanej soli, ludzi oraz koni (jak np. szlągi, służące do opuszczania koni w głąb kopalni). Muzeum posiada również archiwum i bibliotekę salinarną oraz cenny zbiór map górniczych. Na Muzeum składa się ekspozycja podziemna, która zlokalizowana jest na III poziomie zabytkowej Kopalni soli Wieliczka (na głęb. 135 m) oraz ekspozycja na powierzchni, znajdująca się w średniowiecznym Zamku Żupnym, który był siedzibą zarządu przedsiębiorstwa Żup Krakowskich od końca XIII w. do 1945. Po zniszczeniach II wojny światowej zamek wyremontowano, a następnie przekazano do użytku Muzeum. Jest ono organizatorem Popołudnia ze Straussem, czyli serii letnich koncertów muzyki poważnej.

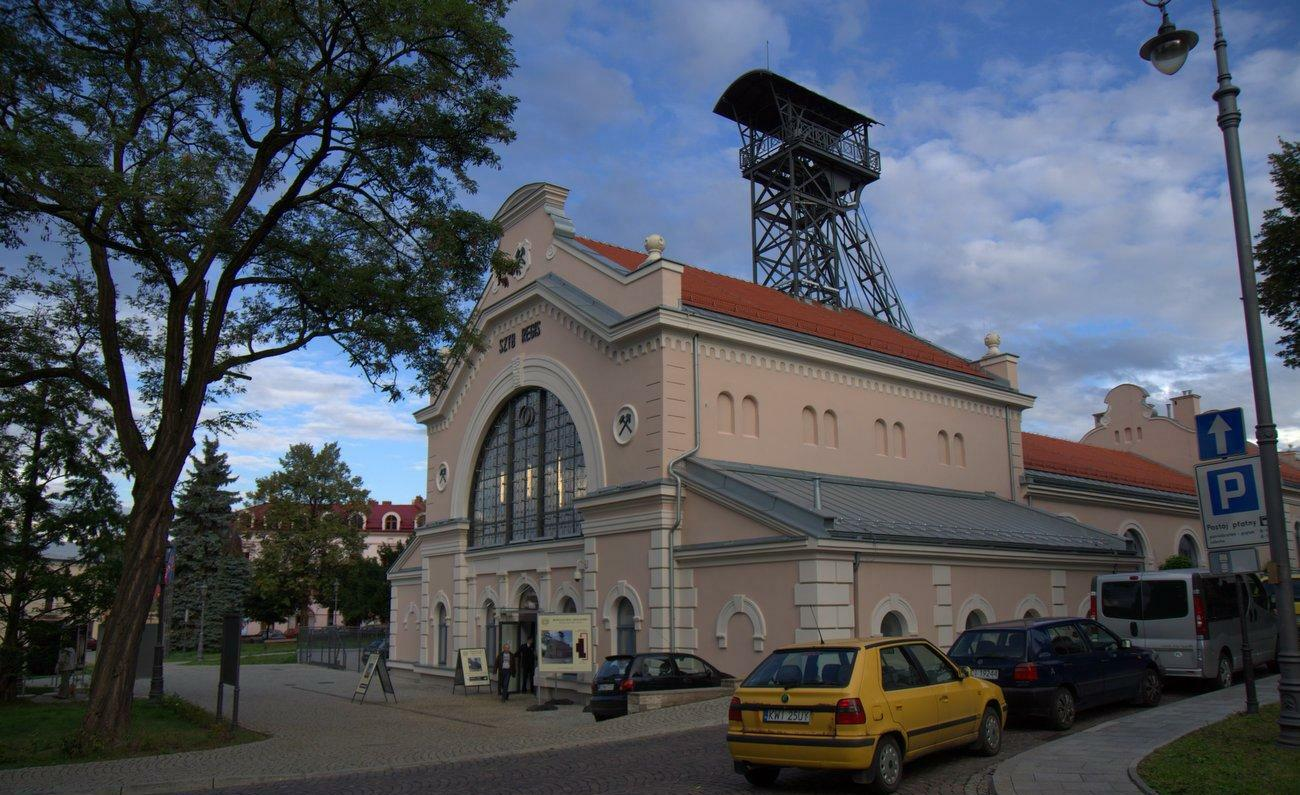
Szyb Regis

Kopalnia Soli „Wieliczka” jest jednym z najstarszych zakładów przemysłowych na świecie; jej początki sięgają XIII w. Przez całe stulecia była źródłem dochodów państwa, wpływała na rozwój kultury, dzisiaj jest jednym z najchętniej odwiedzanych polskich obiektów turystycznych. Kilkusetletnia eksploatacja złoża soli kamiennej ukształtowała obecny wygląd wyrobisk górniczych. Komory znajdują się pod miastem, usytuowane są na dziewięciu poziomach, sięgają głębokości 327 m. Podziemna Wieliczka to blisko 300 km chodników i ok. 3000 komór. Część udostępniona dla turystów obejmuje 3,5 km odcinek, położony na głębokości od 64 do 135 m. W kopalni jest też dostępna specjalna trasa dla najmłodszych turystów, tzw. Solilandia, w czasie której szuka się, ukrytych na terenie kopalni smoczych jaj, spotyka się Soliludka, Skarbnika oraz smoka Solizaura. W kopalni odbywają się takie imprezy jak Podziemny Festiwal Tańca „O Solny Skarb” oraz Podziemne Międzynarodowe Targi Minerałów, Skamieniałości i Biżuterii, które odbywają się od 1996. Producenci i sprzedawcy biżuterii z Polski, Czech, Niemiec, Rosji i Ukrainy prezentują bursztynową biżuterię, kolekcje minerałów i skamielin.

### Media
W mieście wydawane są 4 bezpłatne gazety o zasięgu lokalnym: „Życie Wieliczki i Powiatu”, „Kurier Wielicki”, „Wielicki Informator Gospodarczy”, „Panorama Wielicka”. Wieliczka jest opisywana w Dzienniku Polskim.
Oprócz tego działają portale informacyjne: „wieliczkacity.pl” „wieliczka.eu” i „wieliczka.pl”, które informują o wydarzeniach mających miejsce na terenach miasta, gminy i powiatu wielickiego. Istnieje również forum dyskusyjne o Wieliczce wieliczka24.info.

### Nawiązania w filmie
Plenery Wieliczki zostały wykorzystane w jednym z dziewięciu filmów cyklu Najważniejszy dzień życia (Broda). W filmie Wieliczka prezentowana jest jako fikcyjny Jasień bez wzmianek o kopalni soli. Zdjęcia kręcone były między innymi w jednej z wielickich szkół, w rejonie starego miasta (Szyb Regis, zamek), a także nowszych osiedli mieszkaniowych.
Podziemia wielickiej Kopalni Soli były również scenerią niektórych scen takich filmów jak „Seksmisja”, „Słony chleb”, „Magnum sal”, „Wieliczka – sól ziemi”, „Na srebrnym globie”, „Okrągły tydzień”.

## Turystyka

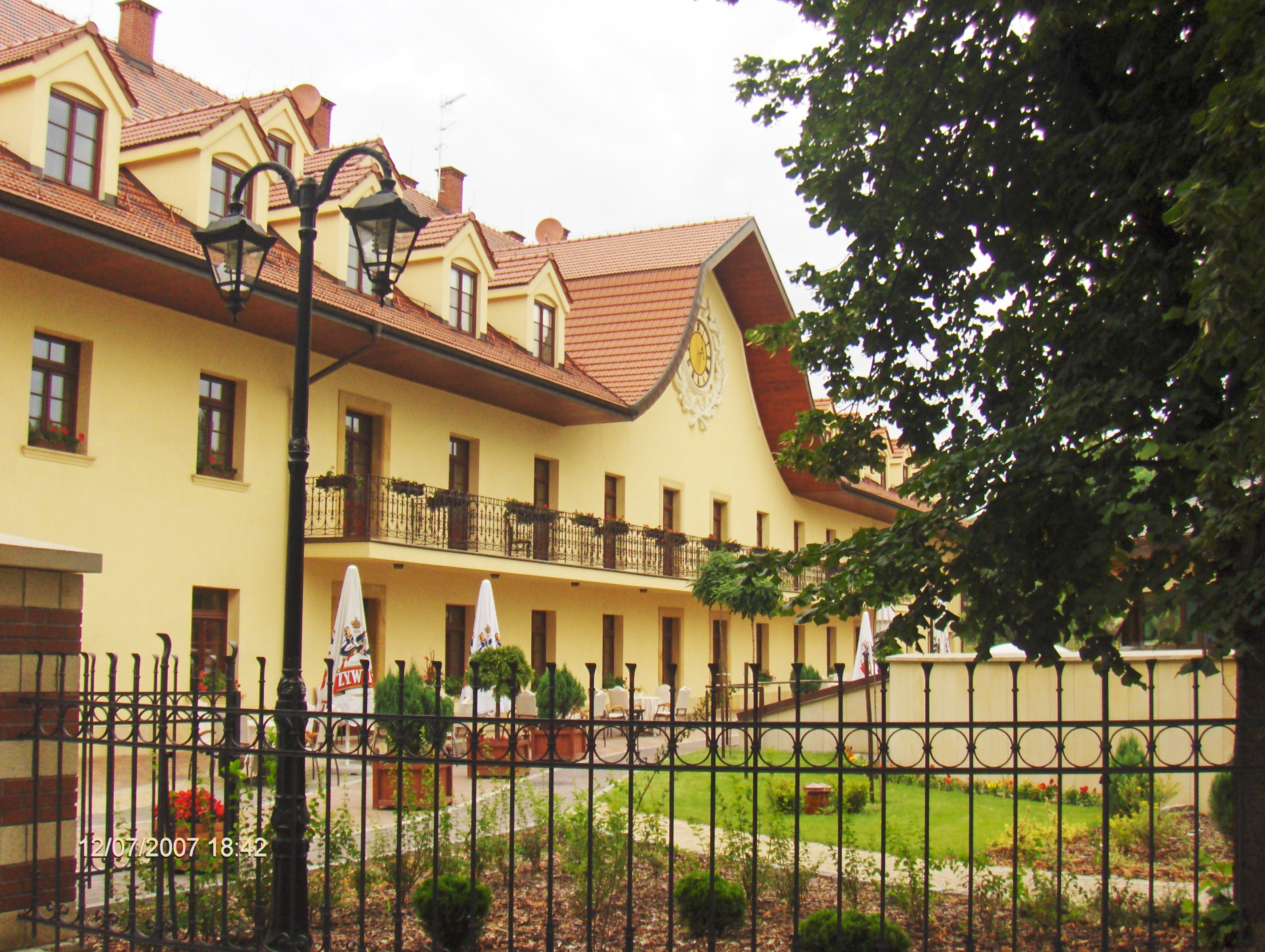
Hotel Turówka

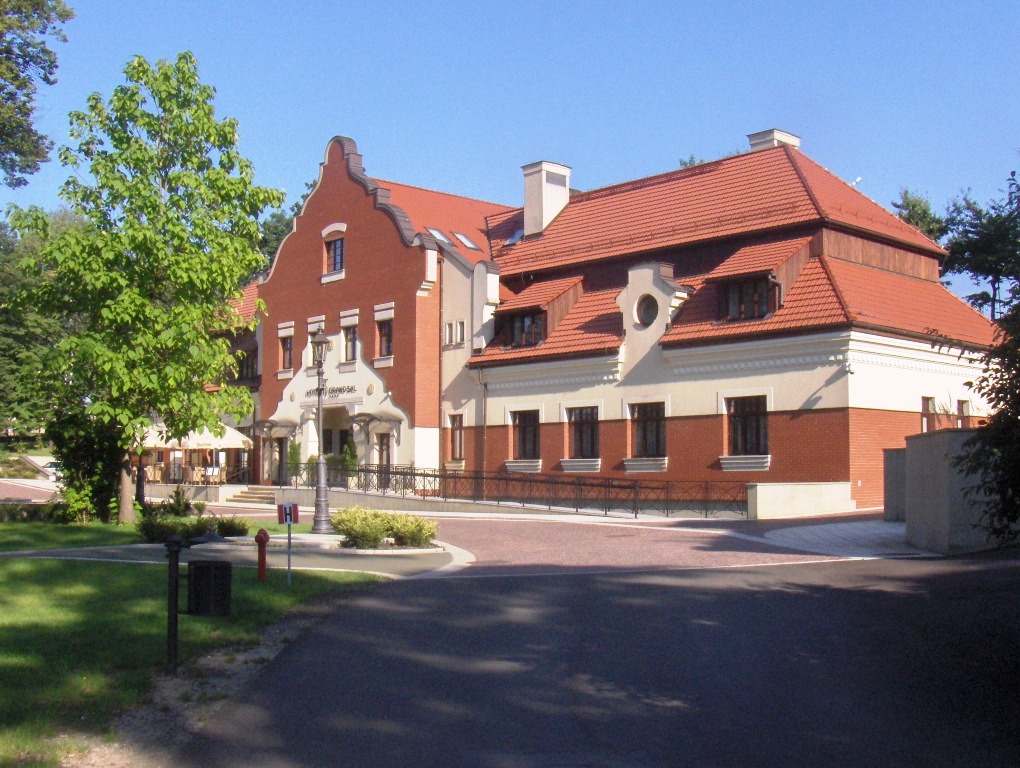
Hotel Grand Sal

Wieliczkę z racji dużego znaczenia dla kultury i dziedzictwa ludzkości wpisano w 1978 na prestiżową Listę Światowego Dziedzictwa Kulturowego UNESCO, dzięki czemu zwiększył się ruch turystyczny. Podziemna trasa turystyczna stanowi produkt turystyczny Wieliczki, decydujący o jej tożsamości na rynkach krajowym i zagranicznym. Obok tej głównej atrakcji turystycznej Wieliczka ma szereg zabytków architektury naziemnej związanych z historią i kulturą miasta, lecz mają one dużo mniejsze znaczenie w turystyce miejscowej.
Całoroczną bazę noclegową w mieście tworzą hotele i motele o łącznej ilości 360 miejsc, pensjonaty – 40 miejsc, oraz Dom Pielgrzyma przy klasztorze oo. Franciszkanów na 50 miejsc. Sezonowo czynne są kempingi na ok. 50 miejsc.

### Szlaki turystyczne
- Szlak architektury drewnianej

Trasa beskidzka nr 4 (pogórza Beskidzkiego). Trasa biegnie od skansenu w Dobczycach przez między innymi Raciechowice, Nowy Sącz, Stary Sącz do cerkwi w Wojkowej. Przy trasie jest Kościół św. Sebastiana w Wieliczce.
- Szlak Kopalniano-Przemysłowy (szlak techniki)

Szlak ma długość 438 km i biegnie przez Klucze, Bukowno, Chrzanów, Tenczynek, Czerna, Dębnik, Niedźwiedzia Góra, Nawojowa Góra, Skawina, Kraków, Wieliczka-Kopalnia Soli, Dobczyce, Bochnia, Brzesko, Tarnów, Tuchów, Libusza, Gorlice, Grybów, Kamionka Wielka, Nawojowa, Nowy Sącz, Klęczany, Gaboń, Kluszkowce, Nowy Targ.
- Ariański Szlak w Wieliczce

Szlak rowerowy ma długość 7,8 km i biegnie przez Jankówkę, Raciborsko, Koźmice Małe, Pawlikowice i Wieliczkę, które miały związek z rodziną Morsztynów należącą do braci polskich oraz z Faustem Socyną, wyznającym unitarianizm.
- Szlak żółty Pogórski turystyki pieszej i rowerowej, Wieliczka – Dobczyce.

Z Wieliczki szlak wiedzie koło Zamku Żupnego, Kościoła św. Klemensa przez Rynek Górny do Kościoła św. Sebastiana i dalej poprzez Lednicę Górną, Chorągwicę, Dobranowice, Hucisko, Rudnik, Dziekanowice i Przymiarki na Stary Rynek do Dobczyc. Prowadzi on turystę wzniesieniami o licznych punktach widokowych, między innymi: Chorągwica, przysiółek Granie k. Dobczyc.
- Czerwony szlak rowerowy okrężny – 23 kilometry po Pogórzu Wielickim

Wieliczka – Siercza – Brzeziny – Pawlikowice – Koźmice Małe – Raciborsko – Grajów – Dobranowice – Sułów – Biskupice – Tomaszkowice – Lednica Górna – Lednica Dolna – Wieliczka. Punkty widokowe zlokalizowane w miejscowościach Pawlikowice, Raciborsko, Biskupice, Tomaszkowice.
- Zielony szlak rowerowy w gminie Wieliczka (15,5 km)

Wieliczka – Grabówki – Sygneczów – Podstolice – Janowice – Siercza – Wieliczka

## Opieka zdrowotna

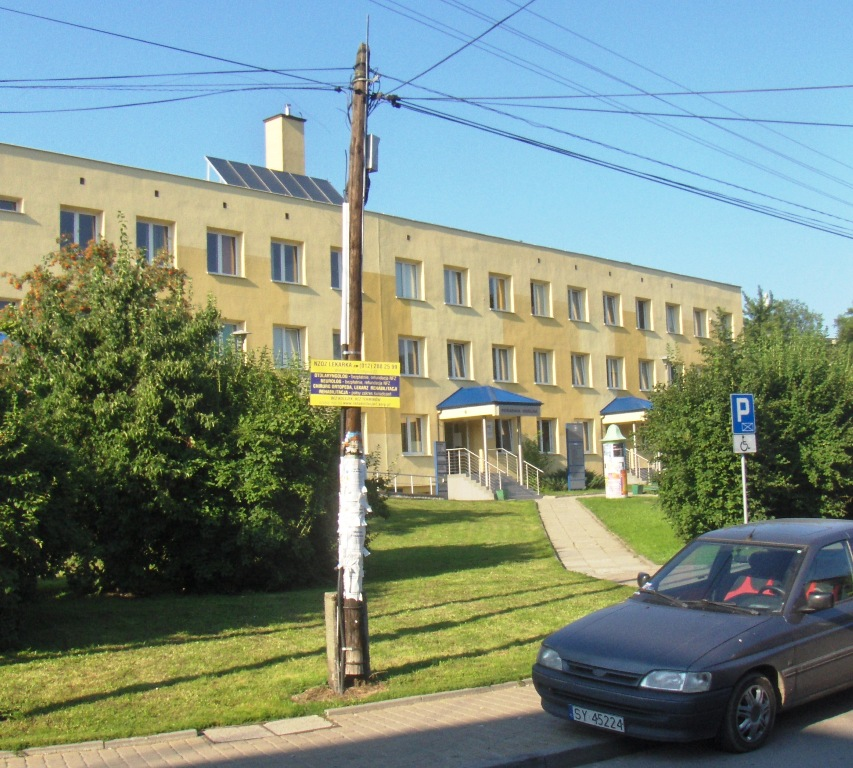
Miejska Przychodnia Zdrowia

Kazimierz Wielki stworzył fundację szpitalną i oddał opiekę nad robotnikami Żupy braciom hospitalnikom Św. Ducha sprowadzonym z Krakowa. Fundacja wielicka pochodzi z 1363. Zbudowano kaplicę i pierwszy szpital. Mikołaj Wierzynek ufundował schronisko dla bezdomnych oraz szpital dla mieszkańców w tzw. Turówce w latach 1363–1368. W późniejszym okresie szpital i schronisko upadły. Schronisko kazał odbudować Władysław IV Waza. W czasie zaborów szpital św. Ducha już nie istniał. Pozostała tylko kaplica. Szpital dla górników połączono ze schroniskiem dla bezdomnych.
W Wieliczce znajdują się 1 publiczny zakład opieki zdrowotnej (Samodzielny Publiczny Zespół Lecznictwa Otwartego) przy ulicy Bolesława Szpunara 20 oraz 5 niepublicznych instytucji, które obsługują ludność miasta i gminy. W 2022 roku dokonano rozbudowy SPZLO o trzykondygnacyjną część modułową, która została połączona łącznikiem z dotychczasowym budynkiem. W mieście nie ma szpitala, w razie potrzeby chorzy są przewożeni do szpitala im. Ludwika Rydygiera i szpitala im. Stefana Żeromskiego w Krakowie-Nowej Hucie oraz szpitala Uniwersyteckiego w Krakowie-Prokocimiu. Na 1 aptekę przypada 2090 mieszkańców miasta (3912 mieszkańców gminy), a w mieście jest ich 11 (w gminie – 15).
Wieliczka od XIX w. była uznana za miasto uzdrowiskowe dzięki Feliksowi Boczkowskiemu. Stosowano kąpiele solankowe, inhalacje oraz picie wody mineralnej. Po rebelii chłopskiej w Galicji ośrodek upadł. Dopiero w 1964 Mieczysław Skulimowski doprowadził do otwarcia pierwszego w Polsce podziemnego sanatorium dla chorych na astmę. Obecnie Uzdrowisko Kopalnia Soli „Wieliczka” oferuje leczenie chorób dróg oddechowych, dermatologicznych oraz alergii. Pacjenci przebywają przez 6,5 godziny 135 metrów pod ziemią w kopalni soli.

## Polityka
W wyborach w 2018 roku stanowisko burmistrza Wieliczki uzyskał czwartą kadencją Artur Kozioł zdobywając 56,99% głosów. Druga była kandydatka Prawa i Sprawiedliwości Urszula Rusecka, zdobyła 28,94%. Trzecia była kandydatka Koalicji Obywatelskiej Joanna Kordula, która zdobyła 14,07% głosów. W Radzie Miasta Wieliczki kadencji 2018–2024 zasiadali przedstawiciele trzech ugrupowań:
- KWW Artura Kozioła – 11 radnych
- Prawo i Sprawiedliwość – 8 radnych
- Platforma. Nowoczesna - Koalicja Obywatelska – 4 radnych

Po wyborach zawiązała się koalicja ugrupowania burmistrza Artura Kozioła i Koalicji Obywatelskiej.
W 2. turze wyborów prezydenckich z 2010 w Wieliczce 59,33% głosów zdobył Bronisław Komorowski, przy frekwencji 60,58%. Wieliczanie poparli wejście Polski do Unii Europejskiej w referendum w 2003, oddając 81,73% głosów na tak, przy frekwencji 62,42%. W wyborach parlamentarnych z 2007, przy frekwencji 61,67% wyniki były następujące:
- Platforma Obywatelska – 51,35%
- Prawo i Sprawiedliwość – 31,10%
- Lewica i Demokraci – 8,25%
- Polskie Stronnictwo Ludowe – 6,55%
- Liga Polskich Rodzin – 1,35%
- Polska Partia Pracy – 0,91%
- Samoobrona Rzeczpospolitej Polskiej – 0,49%

W wyborach do Parlamentu Europejskiego 26 maja 2019 roku, przy frekwencji 53,61%, wyniki były następujące:
- Koalicja Europejska – 41,55%
- Prawo i Sprawiedliwość – 38,71%
- Wiosna Roberta Biedronia – 6,66%
- Konfederacja – 5,79%
- Kukiz’15 – 4,92%
- Polska Fair Play Roberta Gwiazdowskiego – 1,20%
- Lewica Razem – 0.92%
- Polexit Koalicja – 0,26%

## Współpraca międzynarodowa
Wieliczka współpracuje z 4 miastami europejskimi: z miastem Bergkamen w Niemczech, Saint-André-lez-Lille we Francji, Sesto Fiorentino we Włoszech i Litovel w Czechach. Są to miasta związane bezpośrednio lub pośrednio z przemysłem. Wymiana doświadczeń odbywa się na wielu polach np. kultura, sport, organizacja samorządu, środowiska twórcze.
| Miasta i gminy partnerskie | Państwo | Data podpisania porozumienia |
| -------------------------- | ------- | ---------------------------- |
| Bergkamen                  | Niemcy  | 29.03.1995                   |
| Sesto Fiorentino           | Włochy  | 04.09.2003                   |
| Saint-André-lez-Lille      | Francja | 11.04.1996                   |
| Litovel                    | Czechy  | 29.03.2005                   |

## Sport i rekreacja

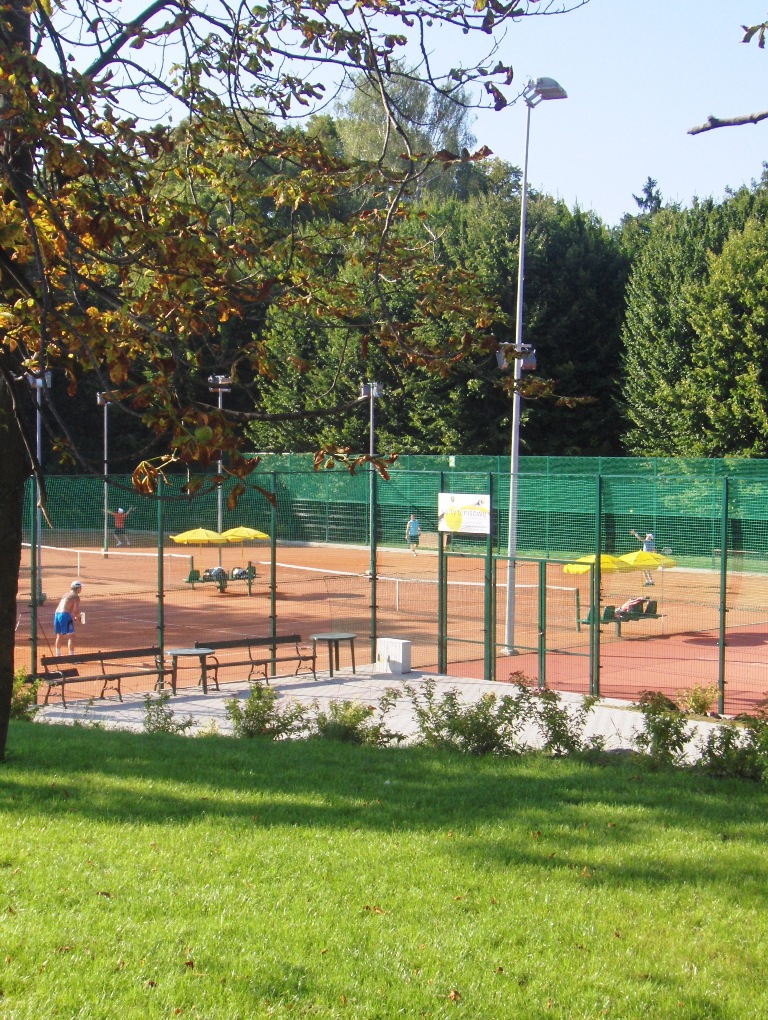
Korty tenisowe

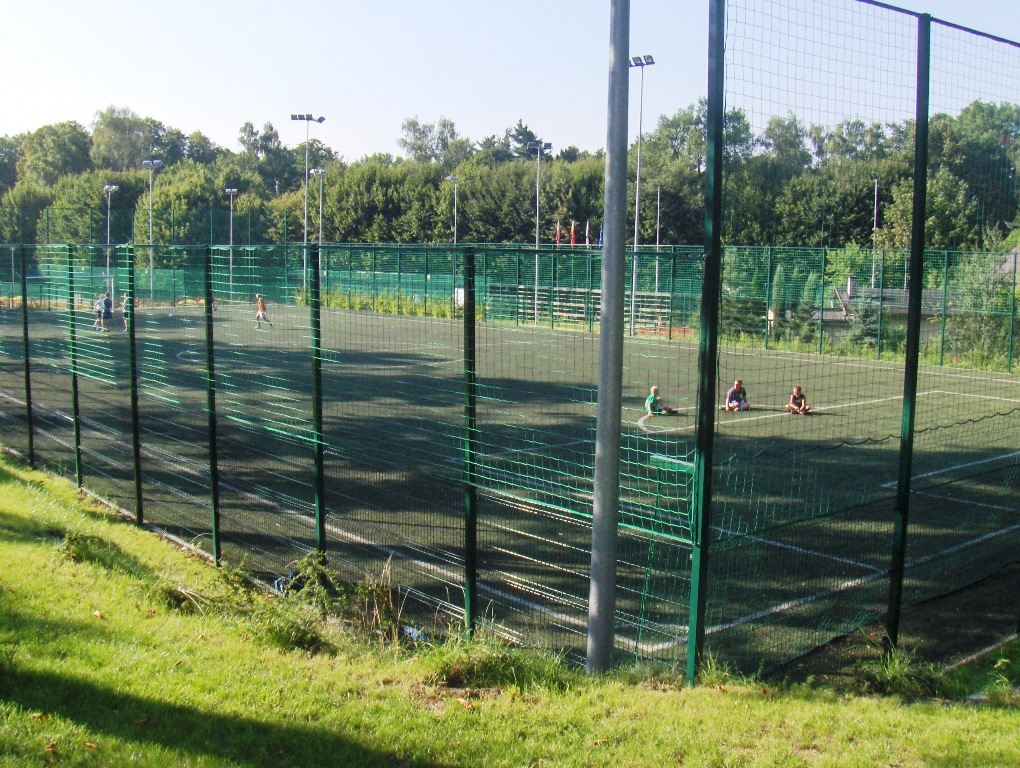
Orlik

Miasto ma dobrze rozwiniętą sieć urządzeń sportowo-rekreacyjnych. Jej podstawowymi elementami są boiska sportowe, hale gimnastyczne, basen, korty tenisowe, place zabaw, parki, skwery.
Sportowcami wywodzącymi się z miasta i okolic to piłkarze Kazimierz Kmiecik (złoty i srebrny medalista olimpijski), Adam Musiał (brązowy medalista mistrzostw świata), szachistka Anna Jurczyńska (10 medali krajowych i 1 olimpijski), szachista Jan Krzysztof Duda. Sportowe sukcesy odnoszą piłkarze KS „Górnik” Wieliczka grający w II lidze (odpowiednik dawnej III ligi), siatkarki i szachiści MKS MOS Wieliczka, bokserzy (m.in. Artur Szpilka) i koszykarki KS „Górnik”, zawodnicy sekcji kung-fu, którą prowadzi jeden z zawodników polskiego kung fu tradycyjnego Tomasza Chabowskiego w Młodzieżowym Klubie Sportowym Kung Fu oraz Szkole Sztuk Walki Kung Fu „Lung”, taekwon-do, karate, koszykarki DKS „Kinga” Wieliczka.
W Wieliczce organizowane są ogólnopolskie turnieje szachowe, siatkówki, kung-fu, taekwon-do. największą atrakcją są imprezy sportowe zorganizowane w Kopalni Soli Wieliczka na głębokości 125 m pod ziemią w komorze „Warszawa”. Przy Parku Adama Mickiewicza są położone korty tenisowe, boiska do piłki nożnej, siatkówki i koszykówki oraz basen. Przy Szybie Daniłowicza jest stadion piłkarski KS „Górnik”. W Parku św. Kingi jest strzelnica.

### Piłka nożna
W Wieliczce funkcjonuje KS „Górnik” Wieliczka założony w 1947, mający barwy klubowe zielono-żółto-czarne. Obecnie gra w klasie okręgowej Kraków gr. 3., na stadionie przy ul. Daniłowicza 6.
W mieście jest także drugi klub „Wieliczanka” Wieliczka, który powstał w 1925. Barwy klubowe Wieliczanki to czerwono-czarny. Największe osiągnięcie tego klubu to rozgrywki w III lidze. Aktualnie występuje w B Klasie.
Budowany jest nowy stadion Górnika Wieliczki na terenie Psiej Górki przy wsparciu finansowym kopalni soli.

### Piłka siatkowa
W Wieliczce występuje klub WTS Solna Wieliczka, kontynuator klubu seniorskiej siatkówki kobiet MKS MOS Wieliczka istniejącego od 1991 roku. Klub awansował do II ligi w 2011 roku, od sezonu 2016/2017 występuje w I lidze.

## Religia

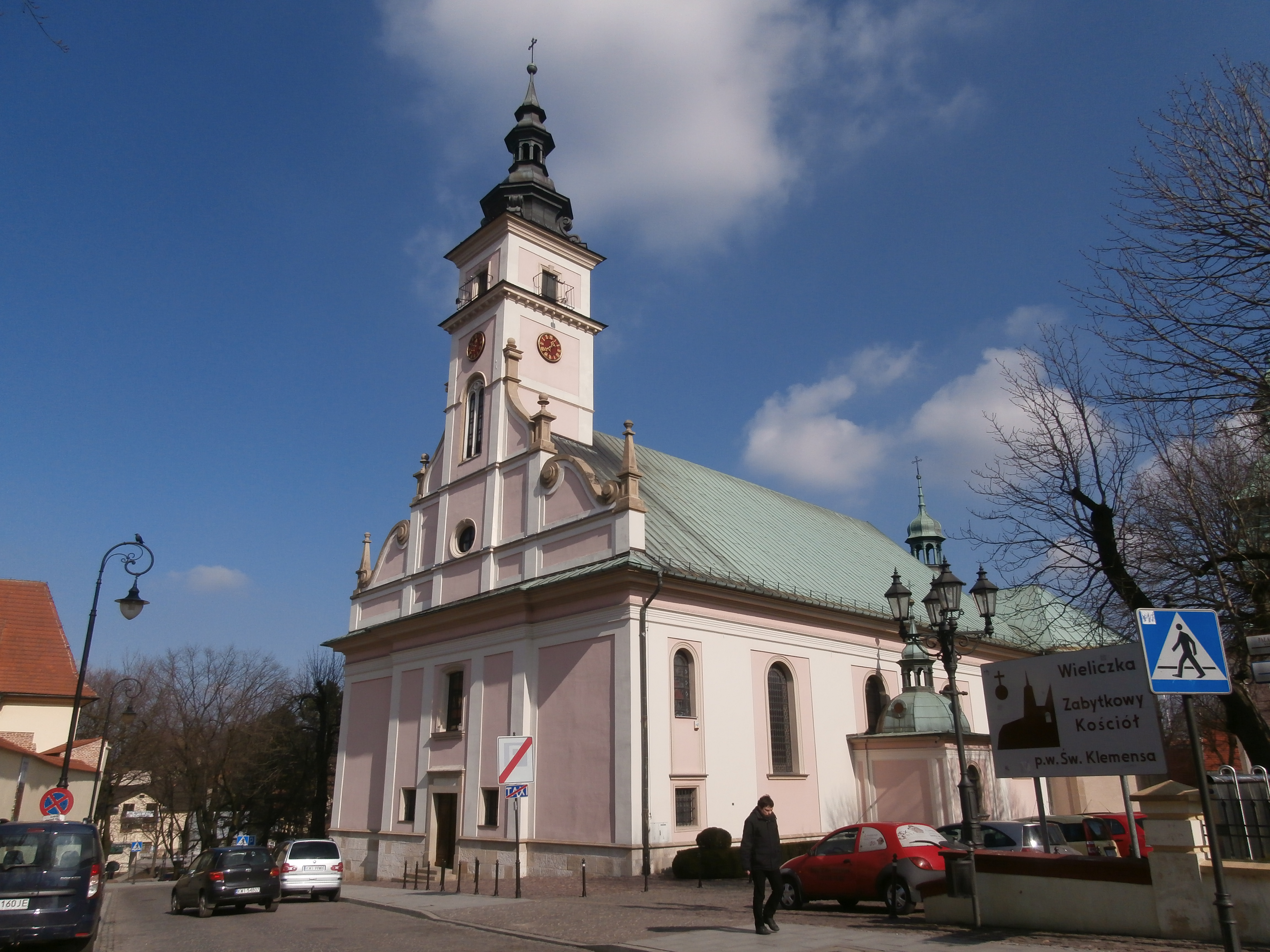
Kościół św. Klemensa

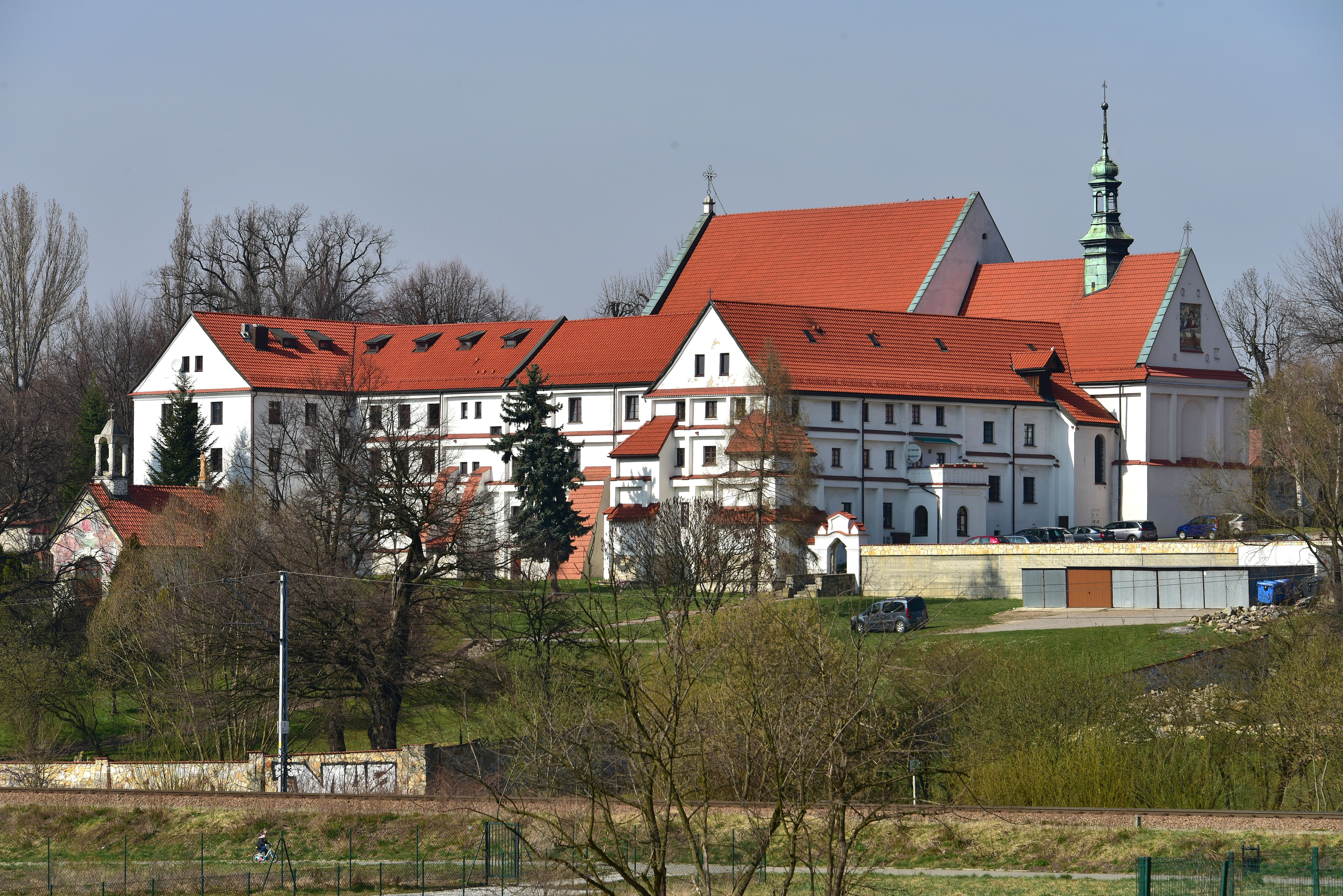
Klasztor oo. franciszkanów-reformatów

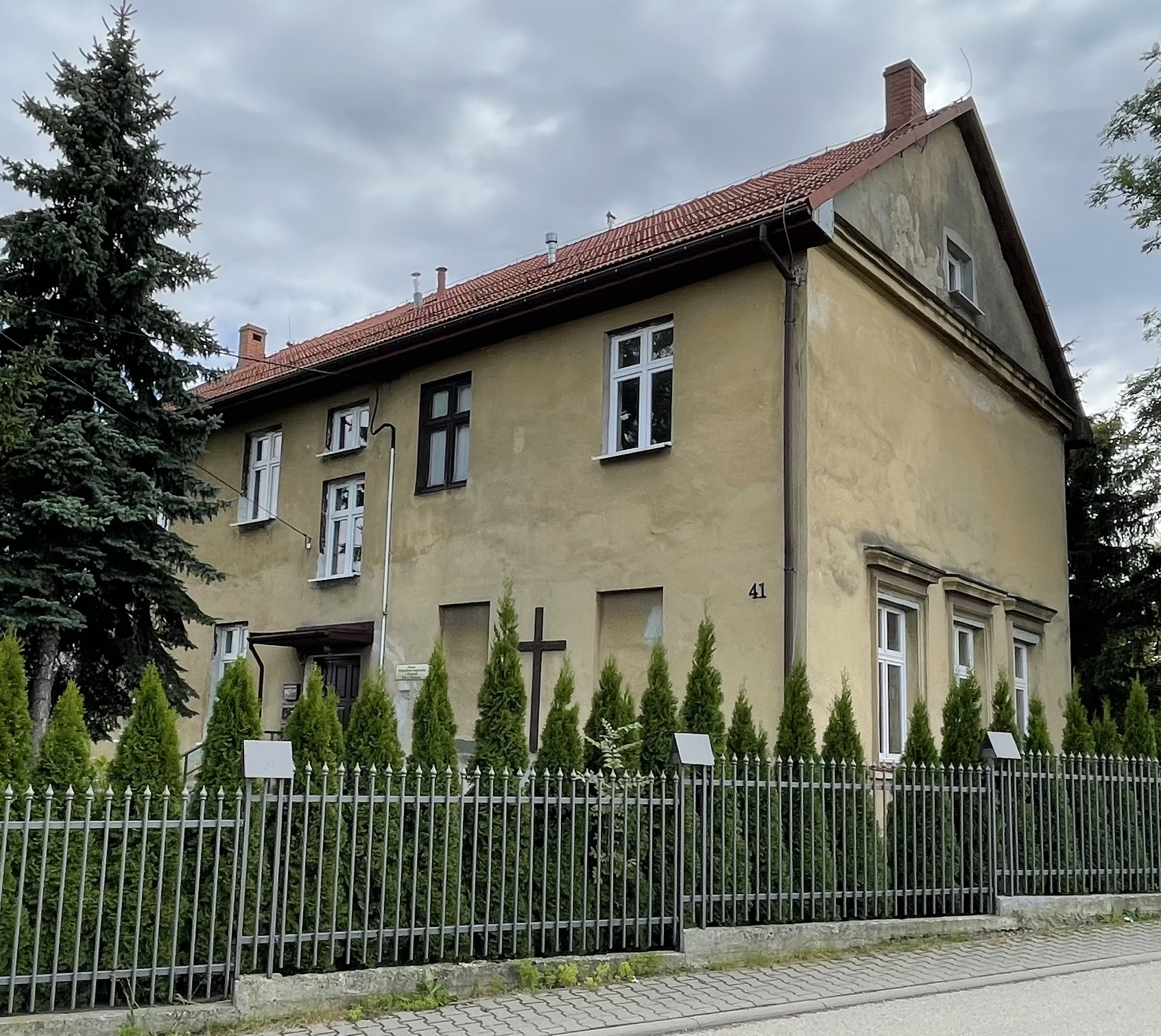
Kaplica zboru ewangelicko-augsburskiego w Wieliczce

Wieliczka leży na terenie rzymskokatolickiej archidiecezji krakowskiej (dekanaty Wieliczka Wschód i Wieliczka Zachód) oraz na terenie luterańskiej diecezji katowickiej. Do XVIII w. w mieście znajdowało się pięć kościołów rzymskokatolickich, z których do czasów współczesnych przetrwały trzy – Kościół Świętego Ducha został przebudowany na magistrat, natomiast kościół św. Krzyża został zburzony na rzecz parku Mickiewicza. W mieście działali również bracia polscy oraz kalwini. W 1784 na wielickim przedmieściu została założona osada Lednica Niemiecka, którą zasiedlili koloniści wyznania luterańskiego pochodzący z Nadrenii, a w budynku wzniesionej dla nich szkoły powstała ewangelicka kaplica. W 1934 miejscowość ta została włączona w granice miasta. Wieliczkę zamieszkiwała również liczna społeczność żydowska, która przed wybuchem II wojny światowej stanowiła blisko połowę jej wszystkich mieszkańców.
W mieście znajdują się dwa cmentarze:
- Cmentarz komunalny przy ul. Piłsudskiego z kwaterą żołnierską oraz kaplicą cmentarną[112][113].
- Cmentarz żydowski w parku Na Grabówkach – nieczynny i zniszczony[114].

### Katolicyzm
- parafia św. Klemensa – pierwsza świątynia parafialna powstała przed 1290, a następnie na jej fundamentach około 1350 wzniesiona została kolejna, która została jednak zburzona w 1786. Obecny kościół św. Klemensa powstał w latach 1804–1806[115] i następnie był wielokrotnie przebudowywany[116]. Proboszczowie tej parafii od 1800 pełnią funkcję kapelanów wielickiej kopalni soli. Podlega jej podziemna kaplica św. Kingi[117].
- parafia św. Franciszka z Asyżu – jej świątynię stanowi kościół św. Franciszka przy klasztorze franciszkanów-reformatów[118]. Należy do niej również kaplica Porcjunkula[119].
- parafia św. Sebastiana – została wydzielona z parafii św. Klemensa w 2013. Nabożeństwa prowadzone są w drewnianym kościele św. Sebastiana, konsekrowanym 29 czerwca 1598[120].
- parafia św. Pawła Apostoła – powstała w 1983, a parafialny kościół św. Pawła Apostoła położony w Krzyszkowicach został wybudowany w latach 2004–2010[121] i konsekrowany w 2012[122]. Wcześniej posługi religijne na terenie osiedla prowadzone były w kaplicy przy ul. Krzyszkowickiej 66, poświęconej w 1981[123].

### Prawosławie
- prawosławne nabożeństwa prowadzone są przez duchownych z parafii Zaśnięcia Najświętszej Maryi Panny w Krakowie należącej do Polskiego Autokefalicznego Kościoła Prawosławnego w rzymskokatolickiej kaplicy Porcjunkula, zlokalizowanej na terenie klasztoru franciszkanów-reformatów w Wieliczce[124].

### Protestantyzm
- Kościół Ewangelicko-Augsburski w RP:
  - Zbór ewangelicko-augsburski w Wieliczce z kaplicą przy ul. Gdowskiej 41, stanowiący filiał podległy Parafii Ewangelicko-Augsburskiej w Krakowie[109][125].
- Kościół Zielonoświątkowy w RP:
  - Zbór Kościoła Zielonoświątkowego w Wieliczce, nabożeństwa prowadzone są w budynku Kampusu Wielickiego[126]
  - placówka w Wieliczce należąca do zboru Kościół Dla Miasta Krakowa, nabożeństwa prowadzone są w sali hotelu „Lenart”[127]

### Świadkowie Jehowy
W Wieliczce działalność religijną prowadzą dwa zbory Świadków Jehowy, spotykające się w Sali Królestwa przy ul. Braci Kordulów 3:
- Wieliczka-Wschód
- Wieliczka-Zachód

### Judaizm
W mieście są trzy nieczynne synagogi żydowskie: stara Synagoga, Synagoga przy ul. Wiejskiej w dzielnicy Klasno i Synagoga przy ul. Seraf 11. Nie spełniają one funkcji religijnych. Są zdewastowane lub przeznaczone na inne cele użytkowe.